# アイヌ

アイヌ民族旗（砂澤ビッキ作）

アイヌ（アイヌ語: Aynu / アィヌ、ロシア語: Айны）は、北は樺太から北東の千島列島・カムチャツカ（勘察加）半島、北海道を経て、南は本州北部にまたがる地域に居住している民族である。渡来系弥生人の文化(日本語など)に同化吸収されずに残った、縄文人の系統だと考えられている。本土日本人(大和)、琉球人(沖縄)と共に縄文文化圏に含まれる。現在は日本国内に大部分が居住している。2019年5月に施行された「アイヌ施策推進法」では「日本列島北部周辺、とりわけ北海道の先住民族である」と明記されている。

## 概要
アイヌは永くオホーツク海地域一帯に経済圏を有していた。すなわち生業から得られる毛皮や海産物などをもって、黒竜江下流域や沿海州との山丹交易を仲介したほか、カムチャツカ半島南部の先住民族のイテリメン族と交易を行っていた。また、日本列島の和人とも交易を行い米などの食料や漆器、木綿、鉄器などを入手していた。
アイヌは、元来は狩猟採集民族であり、文字を持たず、物々交換による交易を行う。独自の文化を有する。母語はアイヌ語。独特の文様を多用する文化を持ち、織物や服装にも独特の文様を入れる（かつては、身体にも刺青を入れた）。家（住居）（アイヌ語で「チセ」）は、（昭和期以降の学者らが）「掘立柱建物」と呼ぶ建築様式である。

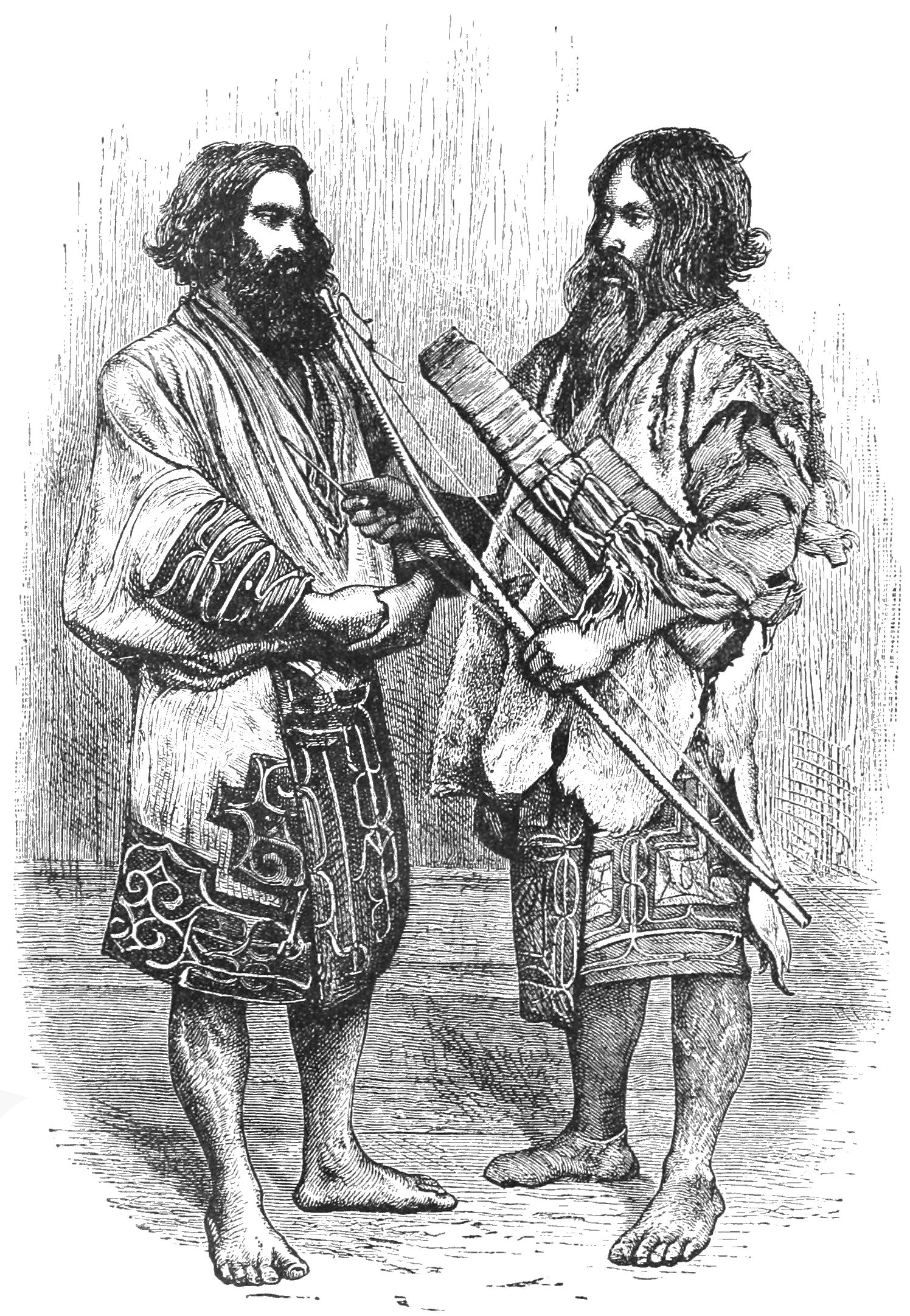
1878年（明治11年）、イギリス人旅行家・イザベラ・バードが北海道の日高地方でスケッチしたアイヌの男性。

アイヌは日本とロシアに居住する「少数民族」であり、現在の日本国内では日本国籍を持つ人の民族についての調査はされていないため、少なくとも北海道や首都圏に幅広く居住していることくらいが漠然と分かっているだけとなっている。研究者らの間でさえも、「だれがアイヌ民族か」「だれをアイヌ民族として対象とするか」で議論があり、正確な居住地域や正確な数などはよくわかっていない。
2007年には国際連合において「先住民族の権利に関する国際連合宣言」が採択されるなど、世界的に、先住民族への配慮を求める要請が高まってきた。（そうした世界的な要請も視野に入れつつ）翌2008年（平成20年）には日本の衆・参両院の本会議においても「アイヌ民族を先住民族とすることを求める決議」が採択された。さらに日本の国会は、2019年（平成31年）4月19日に「アイヌの人々の誇りが尊重される社会を実現するための施策の推進に関する法律（アイヌ施策推進法）」を制定し、法律として初めて「先住民族」と明記された。

## 呼称

### アイヌ

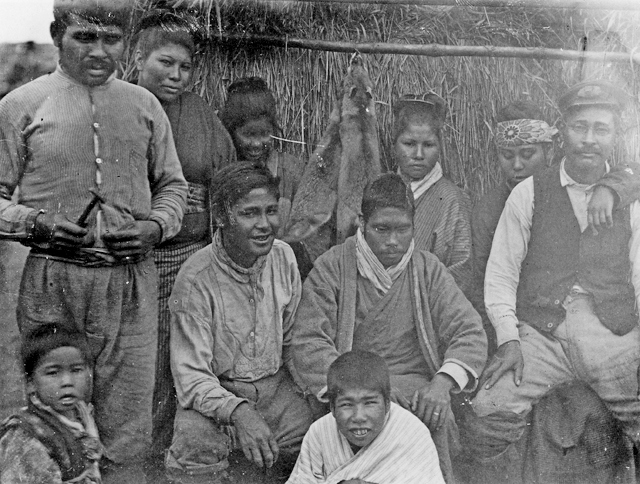
1899年、鳥居龍蔵が撮影した千島アイヌの一族

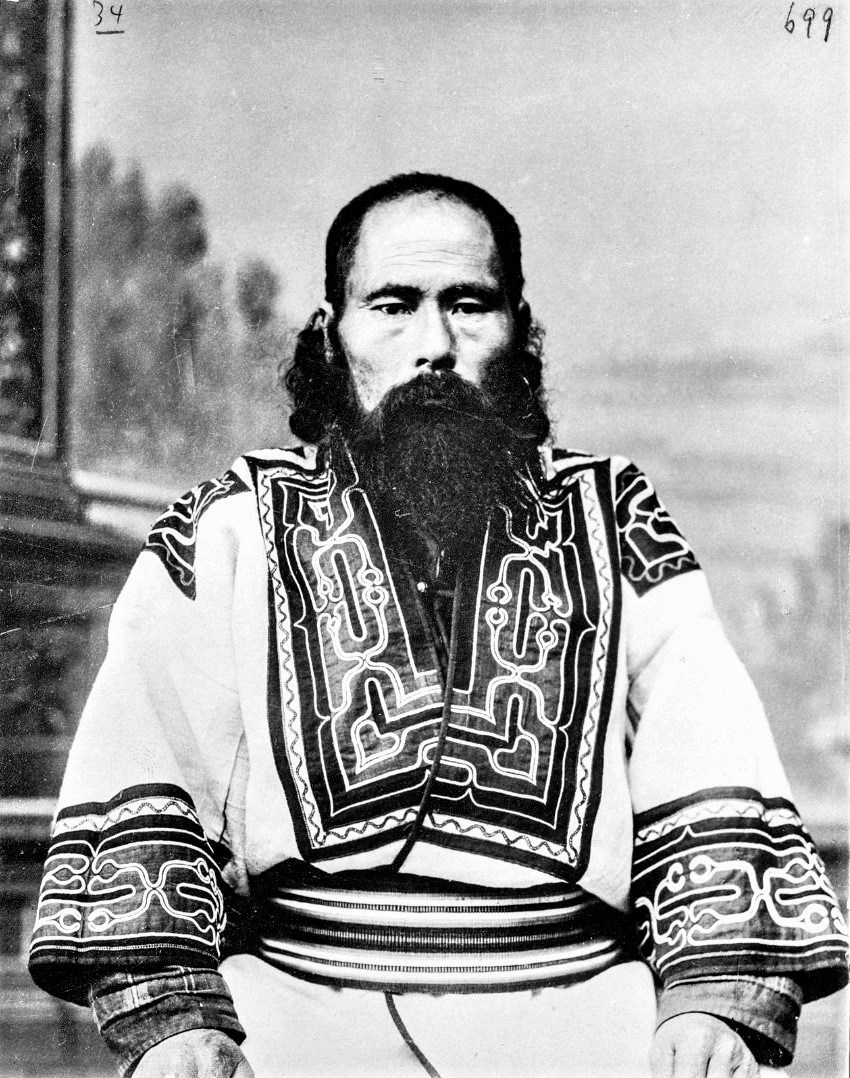
樺太東海岸のアイという集落の長・バフンケ（日本語名・木村愛吉 1855 - 1919？）。ブロニスワフ・ピウスツキにより撮影された

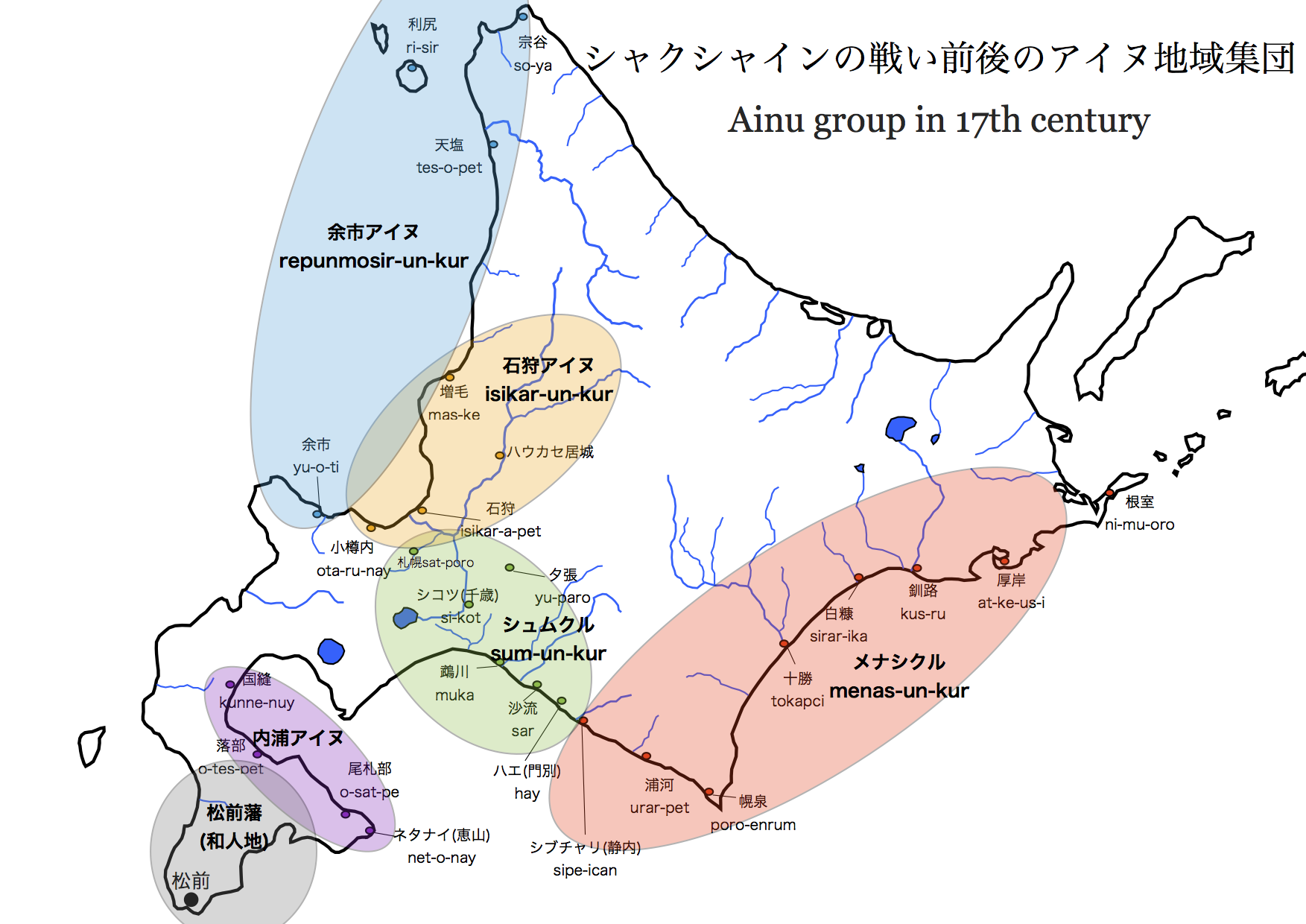
シャクシャイン時代の北海道

アイヌとはアイヌ語で「人間」を意味する言葉で、もともとは「カムイ」（自然界の全てのものに心があるという精神に基づいて自然を指す呼称）に対する概念としての「人間」という意味であったとされている。世界の民族集団でこのような視点から「人間」をとらえ、それが後に民族名称になっていることはめずらしいことではない。これが異民族に対する「自民族の呼称」として意識的に使われだしたのは、大和民族（和人、シサム・シャモ）とアイヌとの交易量が増加した17世紀末から18世紀初めにかけての時期とされている。
ウェンペ
アイヌの社会では、本来は「アイヌ」という言葉は行いの良い人にだけ使っていた。悪い同胞を彼らはアイヌと言わず、ウェンペ（悪いやつ）と呼んだ。
地域差
地域によって文化や集団意識が異なり、北海道太平洋岸東部に住したアイヌは「メナシクル」と称し、同様に太平洋岸西部のアイヌは「シュムクル」（シュムは西を意味する）、千島のアイヌは「クルムセ」もしくは「ルートムンクル」などと呼ばれるなど居住地域ごとに互いを呼びわけていた。
時代別の呼ばれ方
大和民族（和人）は、中央政権から見て開拓されていない東方や北方に住む人々を古代中国の呼び名より「蝦夷」、幕末期には「土人（その当時は純粋に「土地の人」や「地元の人」の意味で用いられた言葉であったが、大正時代以降には次第に侮蔑感とともに使われるようになったとされる）」と呼称し、次第にこれが渡嶋から北の人々を指す言葉となり「アイノ」（＝アイヌ）と同一して呼ばれるようになる。
その他にも一般的には「アイヌ人」「アイヌの人々」「アイヌ民族」など様々な呼び名があり、歴史的文書にも色々な言い方がされている。
アイヌの民族形成の過程を「縄文文化と続縄文文化のプレアイヌ」→「擦文文化のプロトアイヌ」→「近世アイヌのアイヌ」→「近代以降のアイノイド」と変化していくと1972 年「典型的なアイヌ文化」（埴原和郎ほか）で規定する枠組みと民族集団形成のモデルが提示された。

### ウタリ
ウタリの本来の意味は、アイヌ語で人民・親族・同胞・仲間であるが、長年の差別の結果、「アイヌ」という言葉に忌避感を持つ人が多いことから、アイヌを指す言葉として用いられることがあり、1961年から2006年にかけ、行政機関の用語としても使用されていた。1930年（昭和5年）に設立されたアイヌ民族の団体組織である北海道アイヌ協会も、同時期の1961年から2009年まで「北海道ウタリ協会」に改称していた。

### 蝦夷
朝廷の「蝦夷征伐」など、古代からの歴史に登場する「蝦夷」、あるいは「遠野物語」に登場する「山人（ヤマヒト）」をアイヌと捉える向きもあったが、アイヌと古代の蝦夷との関連については未だに定説はなく、日本史学においては一応区別して考えられている。北海道、樺太は遅くとも平安時代末に和人の定着が見られるまでは、多種多様な種族部族が分散、集落での対立が多く、統一した民族ではなかった。また、文字が無く、どのような統治状態なのか全く分かっていない。
東北地方の蝦夷（えみし）は和人により古代から征討の対象とされ（蝦夷征討）、平安時代の民夷融和政策により、平安時代後期までには東北地方北端まで平定され和人と同化した。
中世以降、アイヌを蝦夷（えぞ）、北海道・樺太を蝦夷地と称してきた。
また、黒竜江（アムール川）下流域や樺太に居住する他の諸民族から、樺太アイヌは骨嵬（クギ）などと呼ばれていた。

## 歴史

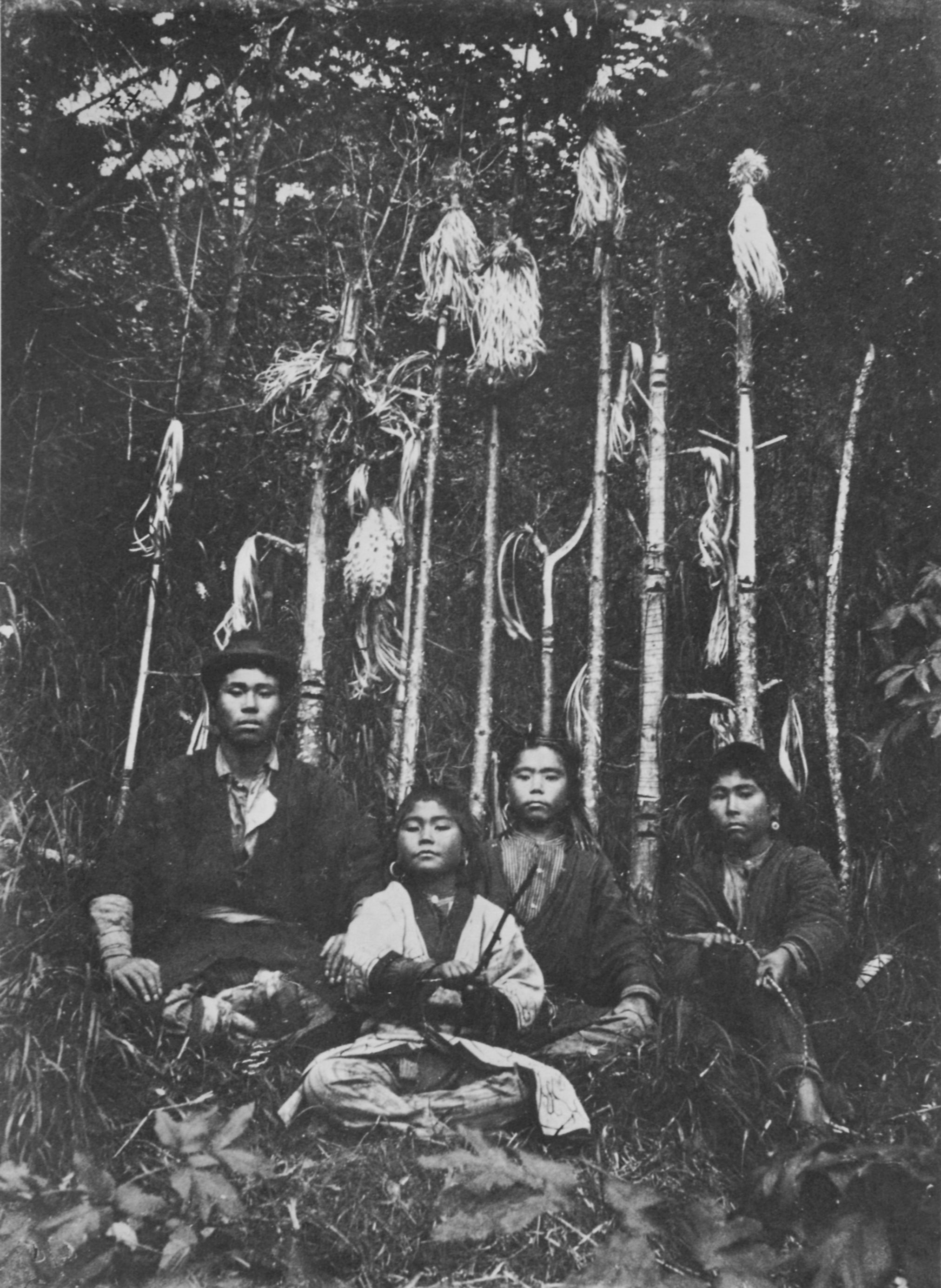
神社のアイヌ

アイヌは、人類学的には日本列島の北海道縄文人と近い。アイヌの人々のもつ形質や遺伝的特徴は、縄文時代にまでさかのぼるものがある一方で、オホーツク文化の強い影響もある。本州の多くで農耕文化の弥生時代が始まったころ、北海道周辺では狩猟採集生活様式が継続する続縄文文化の生活様式が営まれていた。大和朝廷による記録として、日本書紀には阿倍比羅夫が齶田/飽田（秋田）・渟代（能代）・津軽の蝦夷を平定し朝貢を受けたこと、渡嶋（現在の北海道と考えられる）へ渡った阿倍比羅夫が当地の蝦夷の要請を受けて、蝦夷と軍事的緊張状態にあった「粛慎」（ツングース系部族やオホーツク人とする説があるが詳細は不明）を征討したという記事が見られる。7世紀以降東北地方から石狩低地帯への古墳文化人の子孫の移住が見られる。移住者たちは江別古墳群や祭祀に用いる語彙などの痕跡を残したが、地元人と同化したとみられている。この頃より続縄文文化が変化して擦文土器に代表される擦文文化が始まっている。古代の文書に記された「蝦夷」にアイヌが含まれていたかどうかには議論があるが、これら擦文文化やオホーツク文化は、アイヌ文化の原型が見られるものである。
擦文時代には加工具、農耕具、狩猟具、武器、武具、装身具、生活用具として続縄文時代よりさらに多くの鉄器が普及し、石器の使用は減少していった。擦文時代の遺跡からは鍛冶や精錬の遺構がいくつか発見されているが、道南を除きその数は少なくこれらの鉄製品、あるいは半製品は主に本州、東北地方から移入されたものとみられる。鉄器の使用は擦文時代を通じて拡大していった。擦文時代の後期になると擦文人の経済力の拡大を背景に、和人との交易により大量に移入された鉄鍋や漆器が使用されるようになり、それまで自製していた土器も次第に作られなくなっていった。この擦文土器の終焉をもってアイヌ文化期へ移行したものと区分されている。ただし内耳鉄鍋を模倣した内耳土鍋は北海道で15世紀頃まで用いられており、また北千島では18世紀、あるいは19世紀頃まで土器が使用されていたと考えられているなど、土器の使用が短期間にアイヌの全地域で消滅したわけではない。北海道においては擦文時代からアイヌ文化期にかけて住居もそれまでの竪穴建物から、主に本州の平地建物の影響により、あわせて北方文化の要素も取り入れたチセへ移行する。擦文時代の建物に導入されたかまどがすたれ、炊事は囲炉裏でのみ行われるようになる。また、擦文時代には多くの遺跡からキビ・アワ・オオムギの種子や農具としての鎌が出土し、鍬先・鋤先出土（9か所）例も有るなど、狩猟採集と並行して農耕が盛んに行われていた。アイヌ文化でもその狩猟採集と農耕の並行が続けられたが、地域差はあるものの農耕はおおむね低調となり、狩猟採集に比べて補助的な役割となった。一方でアイヌ文化においても近世前半までは農耕がより盛んであり、農耕の衰退はアイヌ文化の成立期ではなく、近世後半に起きた現象であるとの分析もある。
このように13 - 14世紀頃には狩猟・漁撈・採集と一部の農耕を組み合わせ、交易を行うアイヌの文化的特色が形成された。擦文文化からアイヌ文化への移行は11世紀に北海道の日本海沿岸で始まり、13世紀にかけて北海道のほぼ全域に広がっていった。
12世紀以降、道南に和人の定着が始まり、13 - 14世紀には鎌倉幕府によって安東氏が蝦夷管領に任じられ、道南に幕府の影響力が及ぶようになった。13世紀までにはアイヌは樺太へも進出し定住していたが、やがて樺太在地のニヴフ（オホーツク文化人の子孫と考えられる）と対立するようになった。そこでニヴフがモンゴル帝国・元に救援を要請したため、1264年、モンゴル帝国は樺太に侵攻し、アイヌ征討を図った。アイヌとモンゴルとの間の戦争は長期化したが、1308年、樺太アイヌがモンゴルに毎年獣皮を朝貢する事を条件に講和が成立した。
アイヌからオロッコと呼ばれたウィルタともアイヌは交易していた。1457年には道南でコシャマインの戦いが生じ、勝利した蠣崎氏が台頭した。蠣崎氏を祖先とした松前藩はアイヌとの交易を独占し、アイヌから乾燥鮭・ニシン・獣皮・鷹の羽（矢羽の原料）・海草を入手し、対価を鉄製品・漆器・米・木綿などで支払っていた。また、清から伝わった蝦夷錦などの衣服を当初はアイヌを介し輸入した（山丹交易）。北千島を除き、郷村制が敷かれ、アイヌの有力者を役蝦夷に任命。アイヌは百姓身分に位置づけられていた。1669年のシャクシャインの戦い後には、交易はアイヌにとって不利な条件となった。江戸幕府はロシアからの軍事圧力に対抗して蝦夷地を幕府直轄領とした。幕末、箱館奉行によって、アイヌも和人も分け隔てなく疱瘡対策の種痘を行い、同時にアイヌの呼称は「蝦夷」から「土人」に改称された。これは当時、純粋に「土地の人」や「地元の人」の意味で用いられた言葉である。

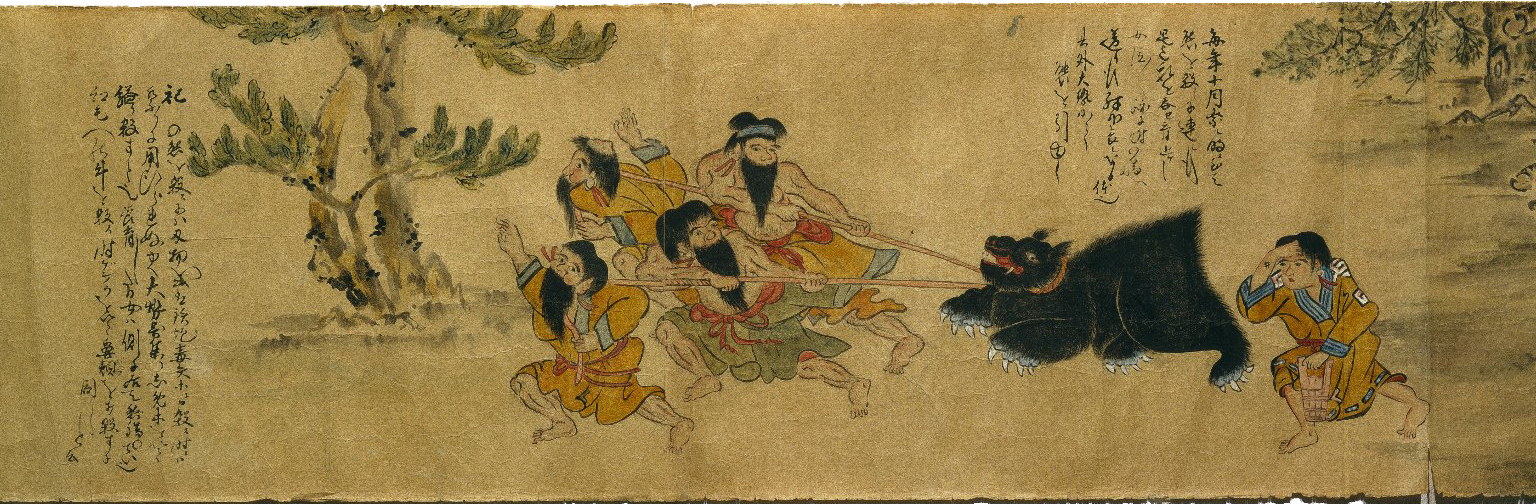
イオマンテの一場面。熊を檻から引き出し、ロープをかけて広場に連れ出す。右から、熊の世話係だった女性が従う。

1771年（明和8年） - 択捉島のアイヌと羅処和島のアイヌが団結し、得撫島と磨勘留島でロシア人を数十人殺害する事件が発生しており、アイヌとロシア人の関係は、良好な状態だけではなかった。
1855年2月7日（安政元年12月21日）の当時のロシア帝国との日露和親条約により、当時の国際法の下、一部がロシア国民とされた。
明治2年（1869年）、蝦夷地は北海道と改称され、同時に開拓が本格的に開始される。屯田兵や一般の農民が次々と入植し、和人の人口が増加した。戸籍制度において、アイヌの人々は日本国の「平民」とされるが、イオマンテや入墨、耳環など、アイヌ伝統の文化は「陋習」とみなされた。1871年には女子の入墨とチセウフイカ（故人を弔うためその家を焼く風習）が禁止される。
同時に「旧土人学校」（アイヌ学校）が各地に設立され、アイヌ語の禁止などは行われなかったものの、教育が日本語で行われたことでアイヌ語話者は漸減していく。1875年、地租改正によってアイヌの土地も私有財産と見做されるが、多くのアイヌは地権という概念に馴染めず、和人にこれを詐取される者が続出し、多くが移住を余儀なくされる。また、乱獲による動物の減少を防ぐためとして伝統的な狩猟、漁撈も制限され、生活も困窮の一途をたどっていく。対策として、政府は1899年に北海道旧土人保護法を施行し、無償医療の提供、冬季生活資糧の給付、土地の無償下付や農具の給付など、様々な救済措置を実施した。しかし北海道は元来、農地に適していない土地が多く、また充分な農業指導が行われなかったため、アイヌの生活改善は遅れた。

## 文化

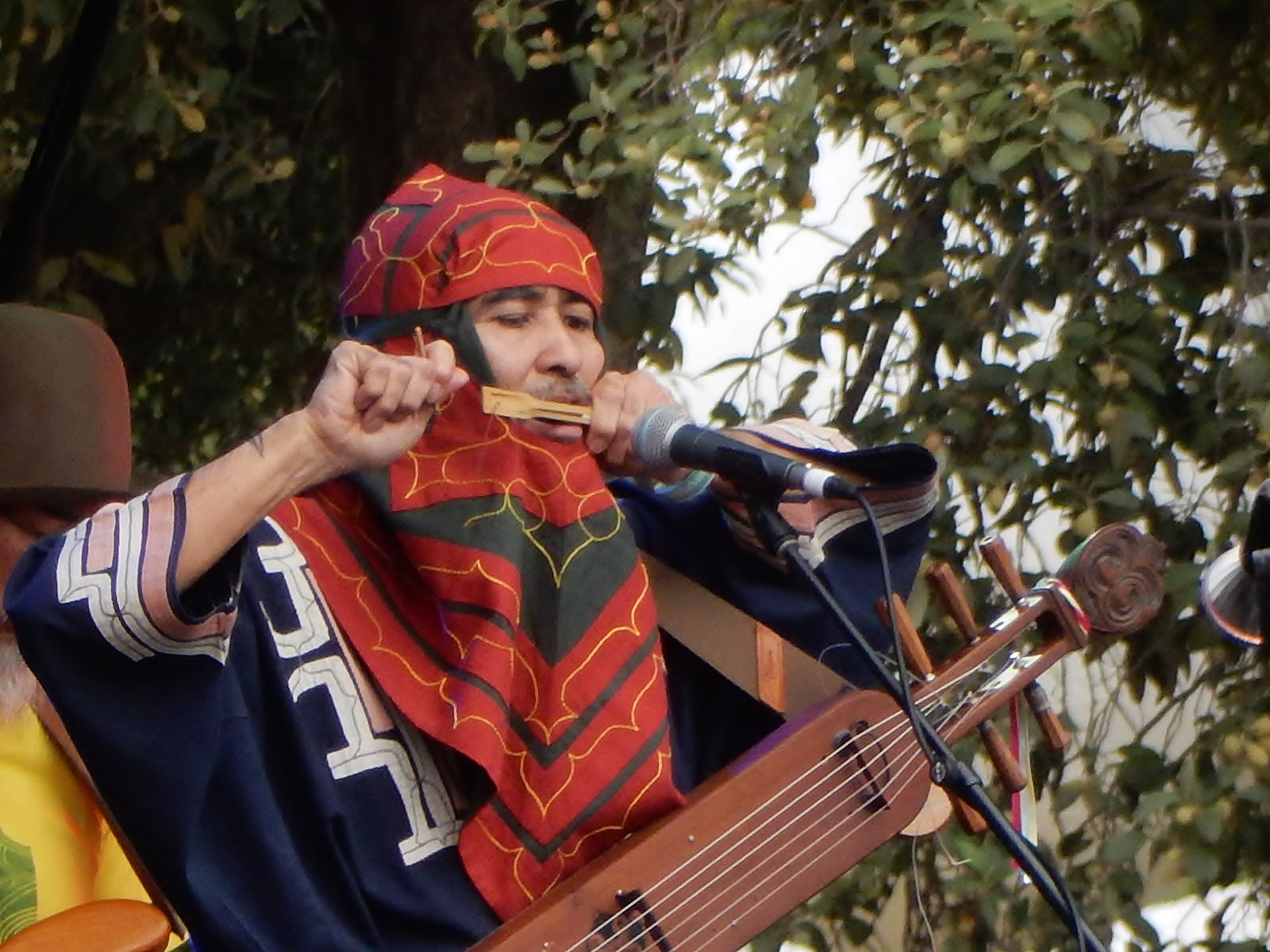
加納 沖 (OKI (ミュージシャン))

文字や絵を持たなかったことから、アイヌ以外の民族が残したアイヌ絵や残された遺産などが学術資料となる。

### 宗教

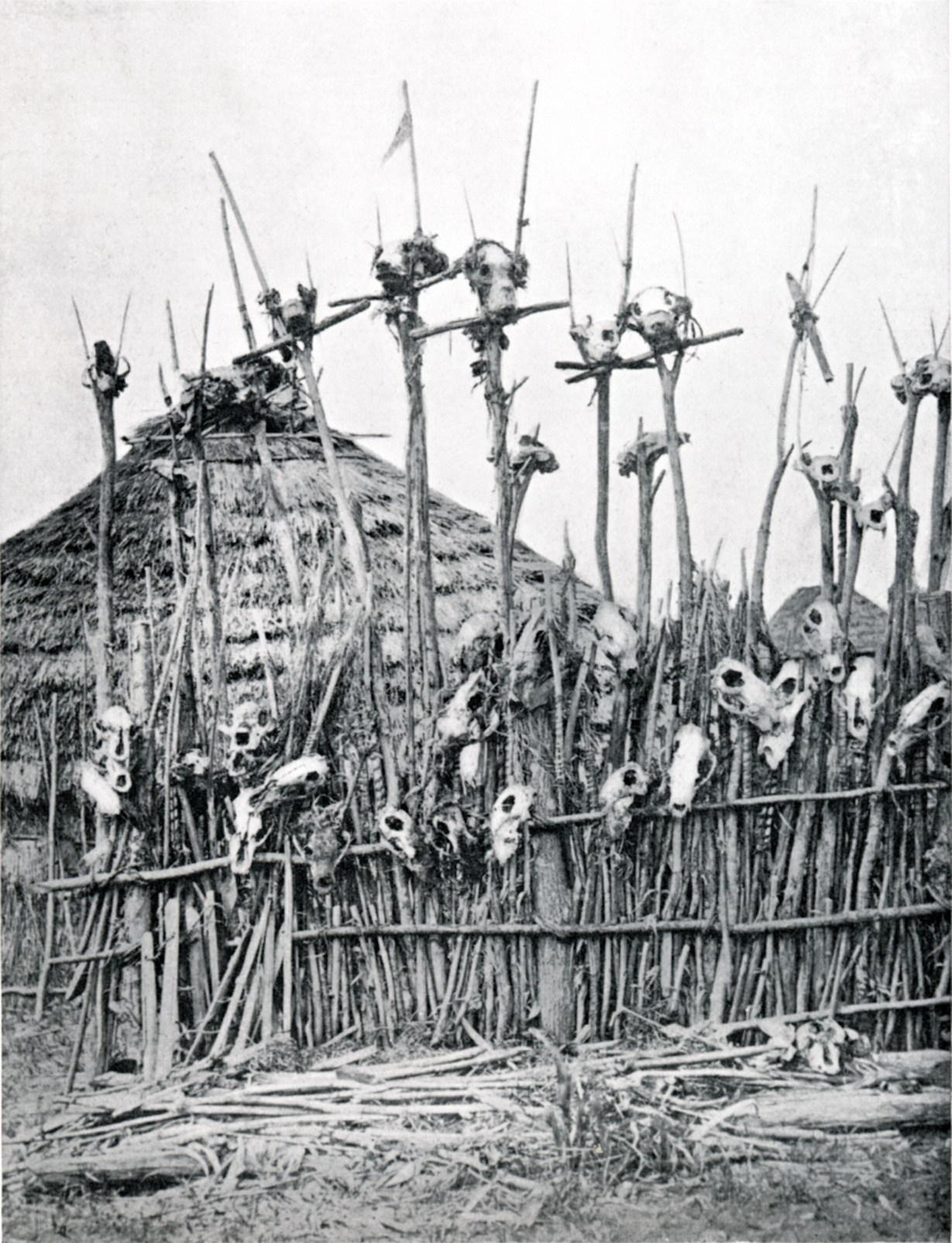
アイヌの祭壇「ヌサ」。明治後期。

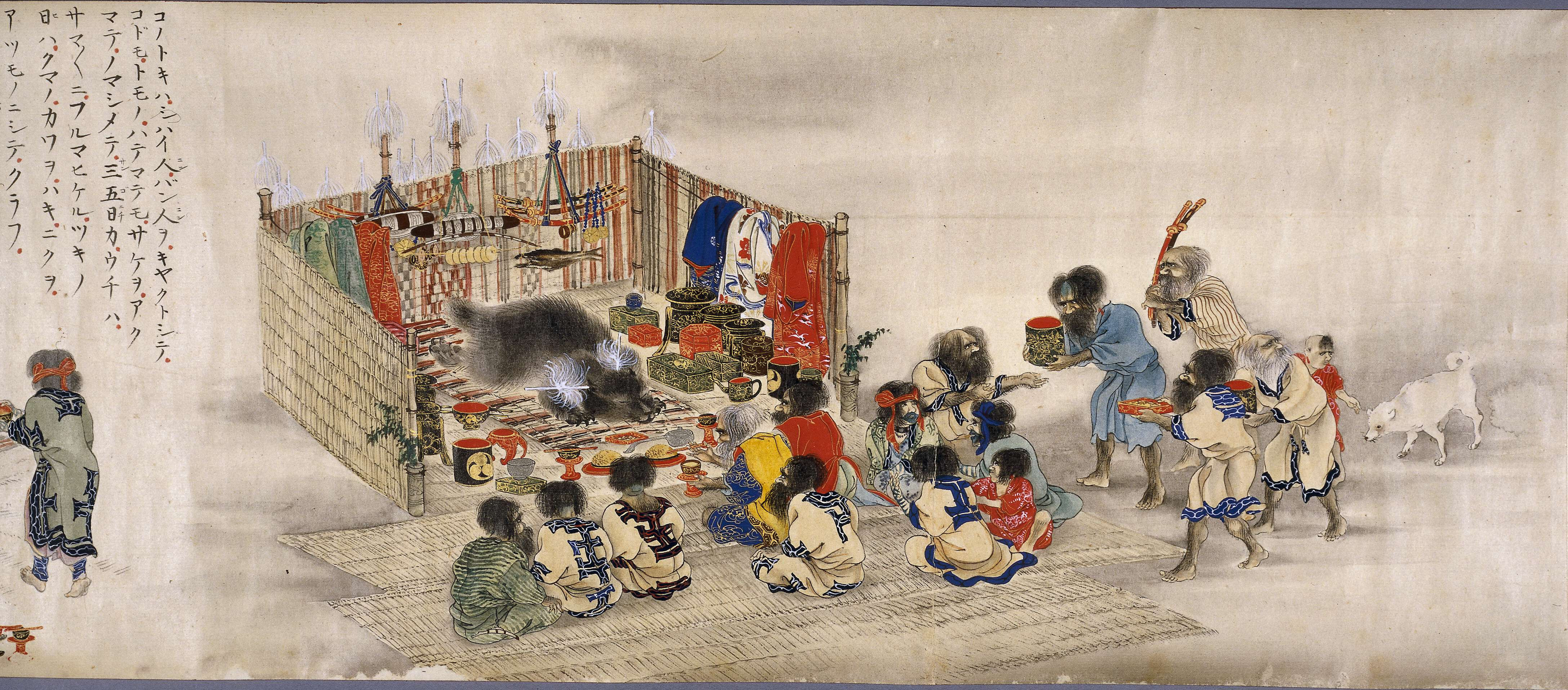
イオマンテを描いたアイヌ絵（『蝦夷島奇観』模写、平沢屏山筆、大英博物館蔵）

アイヌの宗教はアニミズムに分類されるもので、動植物、生活道具、自然現象、疫病などにそれぞれ「ラマッ」と呼ばれる魂が宿っていると考えた。この信仰に基づく儀礼として、「神が肉と毛皮を携えて人間界に現れた姿」とされる熊を集落で大切に飼育し、土産物を受け取った（殺した）上でその魂を天界に送り返す儀式イオマンテがある。祭壇はヌサとよばれ、ヒグマの頭骨が祀られた。
キリスト教
北千島（新知郡・占守郡）に住む千島アイヌはロシア正教会の神父コウンチェウスキーによって、1747年最初に正教に改宗する者が出た。北千島には聖堂が建てられ、ロシア人宣教師は狩猟民族であったアイヌと一緒の生活を送り、季節毎に島々を移動した。1800年代には、北千島の千島アイヌ160人全てが正教徒になっていた。その後、北千島は日本の領土になったが、国力の乏しい当時の日本にとって生活物資の補給は大変困難であり、開拓使の官吏が北千島の住民を説得し色丹島に移住させた（『千島巡航日記』）。色丹島に移住した千島アイヌに対して最初日蓮宗僧侶が改宗を試みたが失敗した。その後、政府に雇われたロシア正教会の神父が色丹島を訪れ、色丹島のアイヌ人はこれを歓迎し、手厚くもてなした。
また、アイヌの父として知られる聖公会の宣教師ジョン・バチェラーは自身の遺稿の中で、アイヌが和人との混血が急速に進んでいることや、アイヌの子供が和人と同様に教育を受け、法の下に日本人となっていることから「一つの民族として、アイヌ民族は存在しなくなった」と記述している。

### 建築

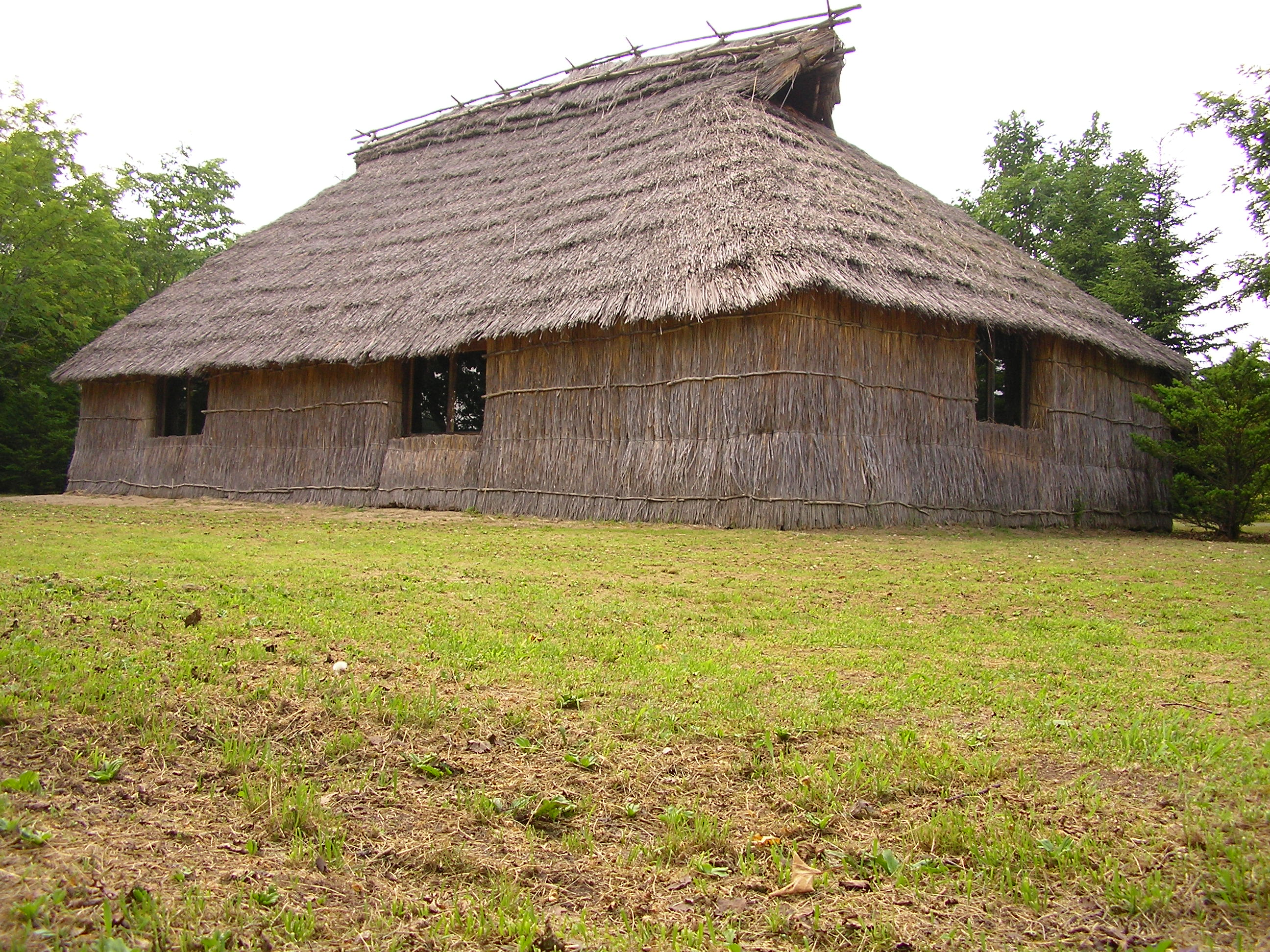
平取町立二風谷アイヌ文化博物館の外の復元チセ（住宅）の写真。二風谷、北海道

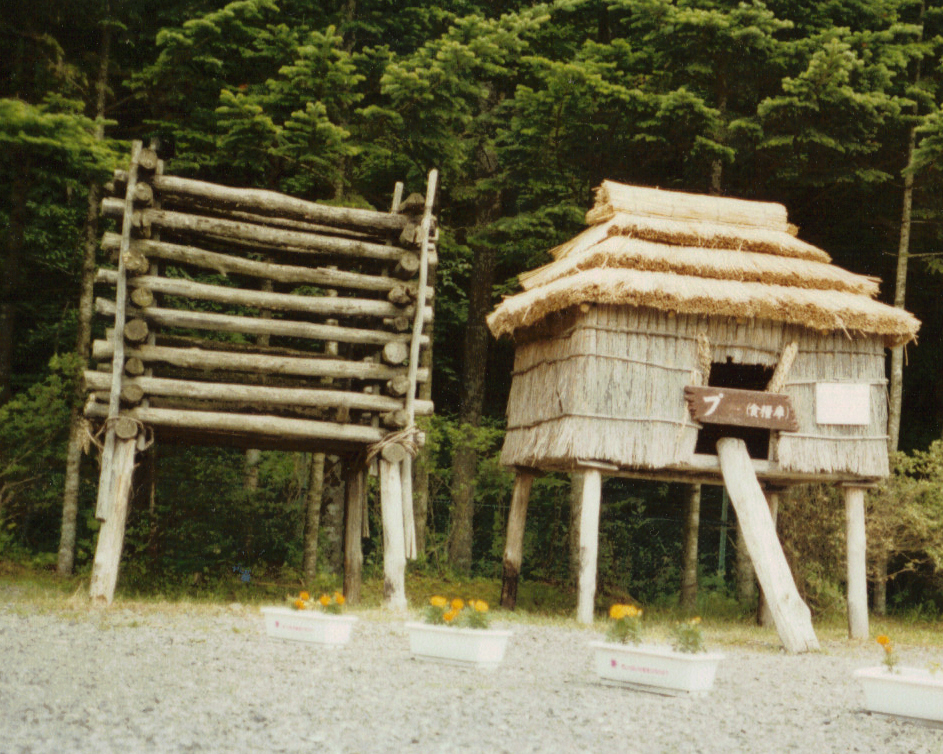
アイヌの高床倉庫、「プー」。

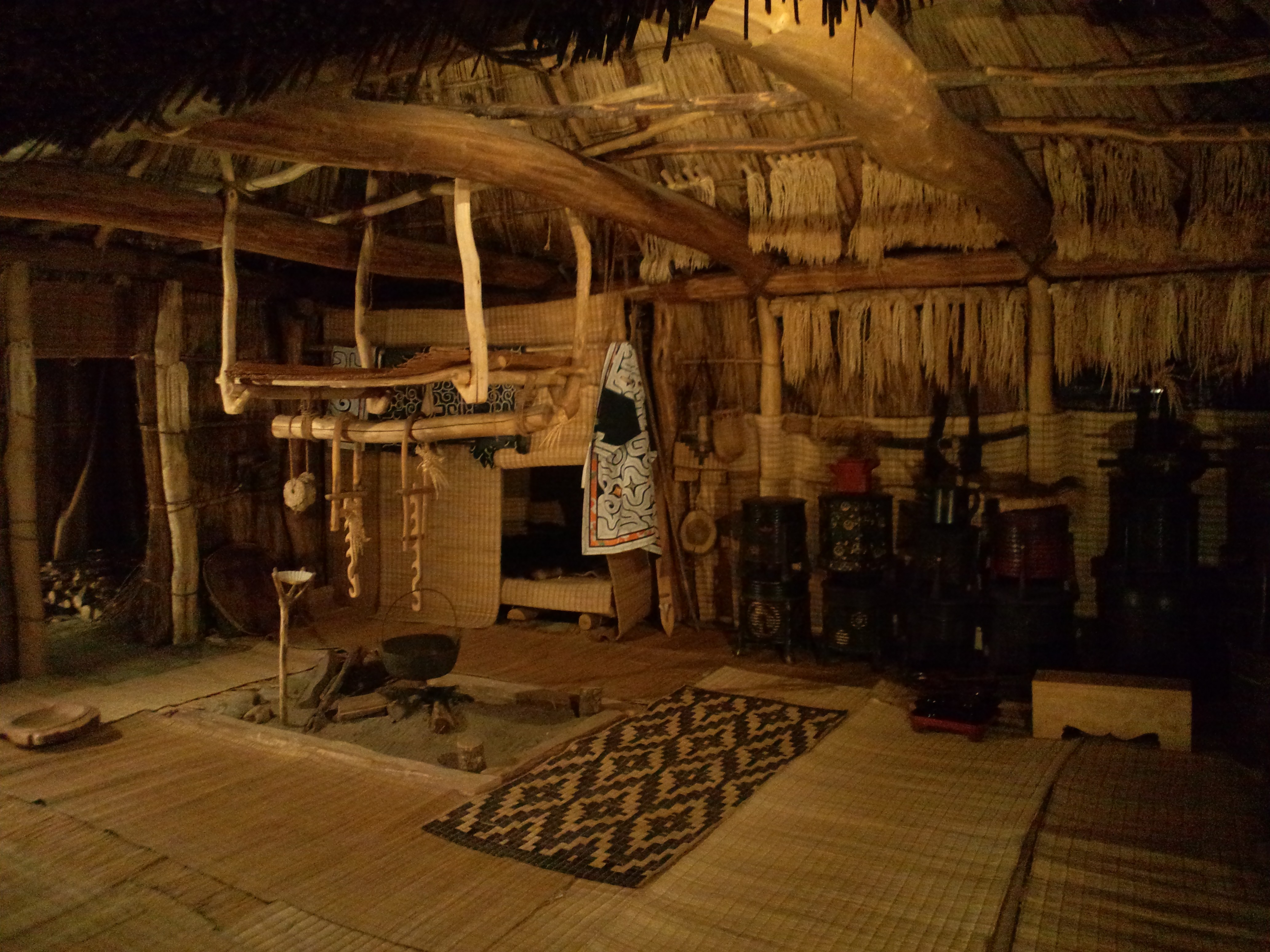
アイヌのチセ（家）・内部（北海道、沙流川流域）

アイヌの伝統的な家屋はチセとよばれる、茅葺の掘立柱建物である。家の周囲にはプー（高床倉庫）、アシンル（便所）、ヘペレセッ（熊飼育用の檻）などが設けられ、数家族が寄り集まってコタン（集落）を営んでいた。
アイヌの集落にはチセの他に、チャシと呼ばれる壕や崖などで囲まれる空間が造営されることも多かった。造営の目的は未解明な部分が多いが、防御用の砦であったという説などがあり、これまでに北海道内で500箇所以上のチャシ跡が見つかっている。

### 衣装

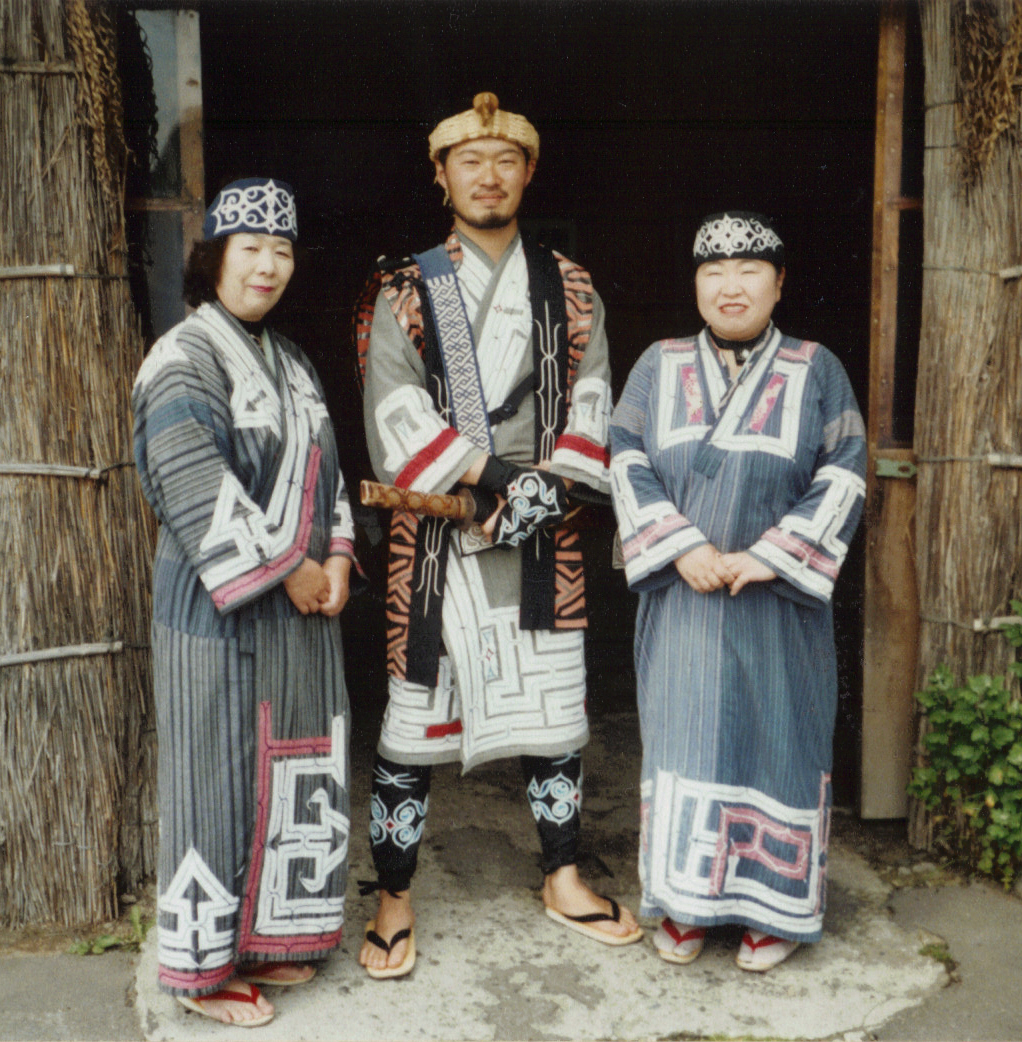
アイヌ民族博物館の職員。噴火湾沿岸地方の伝統衣装・ルウンペを着用する

アイヌの伝統衣装はアミㇷ゚と呼ばれ、特にオヒョウやシナノキの樹皮から取った繊維で織った生地で仕立てた衣装をアットゥシと呼ぶ。仕立ては和服に似ているが、筒袖で衽（おくみ）が無い。装飾として、木綿の生地をアップリケし、さらに刺繍を施すが、模様は北海道各地に系統だったものが存在する。
道南地方、特に噴火湾沿岸地方では長方形に裁断した綿布をアップリケして刺繍した「ルウンペ」。日高地方では紺地の綿布に白い綿布をアップリケして、曲線を多用した模様を描いた「カパㇻミㇷ゚」がある。また、綿布の流通が乏しかった石狩川の上流部や十勝地方では、生地に直に刺繍することで模様を描いた「チヂリ」が存在する。さらに繊維用の森林資源にも乏しかった千島列島では、鳥の皮で作られた外套「チカㇷ゚ウㇽ」がある。
江戸時代中期以降は、和人との交易で入手した小袖や陣羽織が、儀礼用の衣装として着用された。

### 口承文芸
アイヌは伝統的に文字を使用せず、生活の知恵や歴史はすべて口承で伝承された。口承文芸としてはユーカラ（ユカㇻ、叙事詩）などの歌謡と、ウエペケレ（昔話）などの散文に大別される。大正時代にアイヌ出身の知里幸恵がローマ字表記のユーカラと日本語訳を併記して紹介した『アイヌ神謡集』が出版されたほか、金田一京助、知里真志保らによるユーカラ研究がある。
現在、保存運動によって若手の語り手が育成されている。

### 古式舞踊

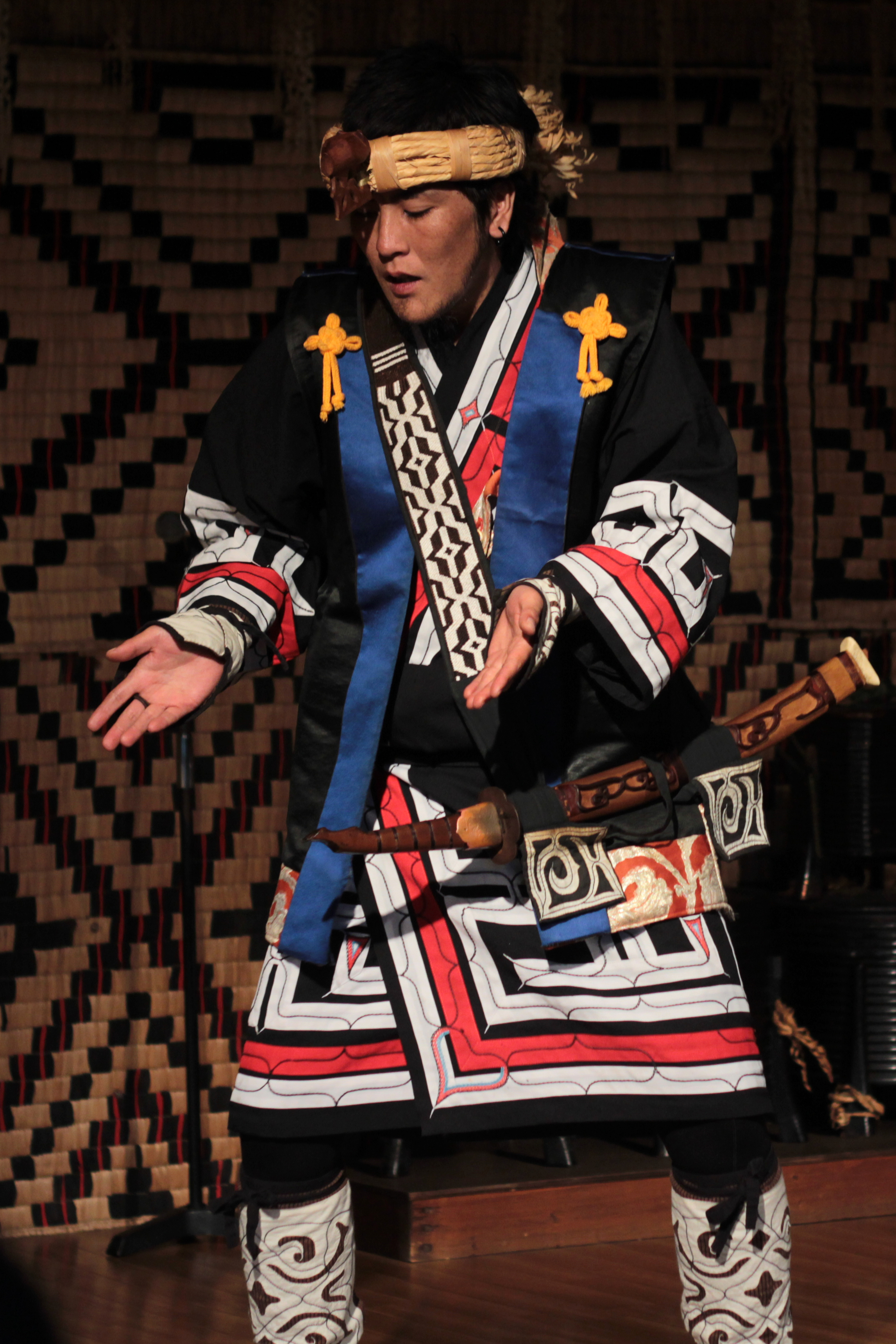
伝統舞踊を披露するアイヌ。

祭事や祝宴などで演じられた伝統的な踊りで、「ウポポ（歌）」に合わせた「リㇺセ（輪舞）」がよく知られている。地域によって曲目や舞い方は異なる。1984年に国の重要無形民俗文化財に指定され、2009年にユネスコの無形文化遺産に登録。また、アイヌ刀を用いた剣の舞もある。

## 言語

かつてのアイヌ語の分布

アイヌの言語であるアイヌ語は孤立した言語であり、日本語とは系統が全く異なる。言語類型論上は、膠着語に属する日本語とは異なり、抱合語に分類される。北海道、樺太、千島列島、東北地方北部に分布していたが、現在ではアイヌの移住に伴い日本の他の地方（主に首都圏）にも拡散している。しかし母語話者は極めて少なくなっており、ユネスコによって2009年2月に「極めて深刻」(critically endangered) な消滅の危機にあると分類された、危機に瀕する言語である。危険な状況にある日本の8言語のうち唯一最悪の「極めて深刻」に分類された。系統的には「孤立した言語」とされており、縄文時代の言語をそのまま残しているという説がある。文字を持たない民族であったが、北海道はもとより、東北地方北部にもアイヌ語地名が多数残っていることから、かつては分布域が東北北部まで広がっていたと考えられている。

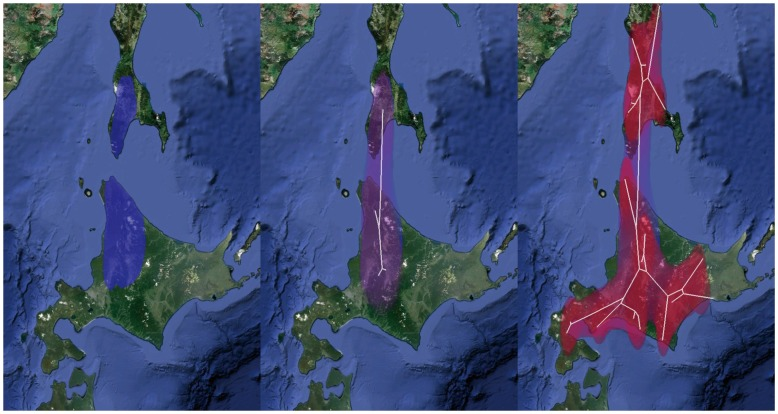
アイヌ語の推定起源と普及

アイヌ語は方言間の差異が小さいため、アイヌ祖語からの分岐年代を1300年前頃と見積り、それゆえアイヌ語がオホーツク人の言語の影響を受けた後に拡散した可能性を提示する説もある。ただし、オホーツク人は遺伝的にニヴフやツングース系民族（ウリチやネギダールなど）と近縁であるとされているが、アイヌ語とニヴフ語やツングース語族との間では一部の単語の借用はあるものの、その系統関係は証明されていない。また、「アイヌ語は日本語と異なる特徴を持っているが、文法の類似や発音など似ている点もあり、語彙について人をpitoや骨をpone、神をkamuyといた人や宗教など根幹に関する言葉が似ているなど日本語の借用とするには疑問を持つような点もあり、日本語と全く異なる言語とすることは再考すべきではないか」との意見もある
。しかし、アイヌ語は形容詞と動詞の区別がないなど日本語と文法的類似性に乏しい他、SOV型の語順も世界の言語においては4割を占めるありふれた語順であり、アイヌ語と日本語を同じ言語とすることは誤りである。

## 人口と分布

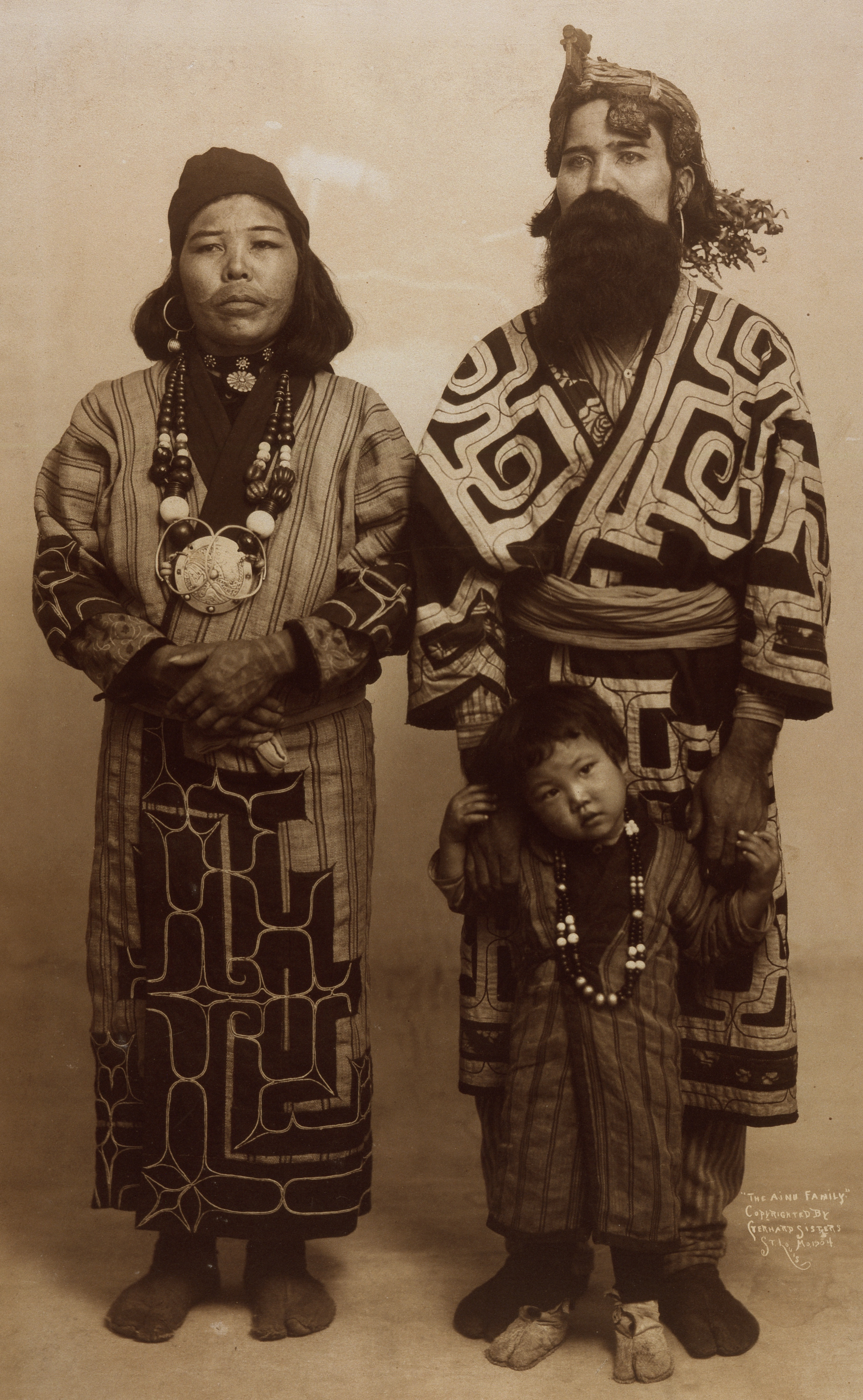
アイヌの一家 (1904年)

北海道のアイヌ人の分布地図 1999年

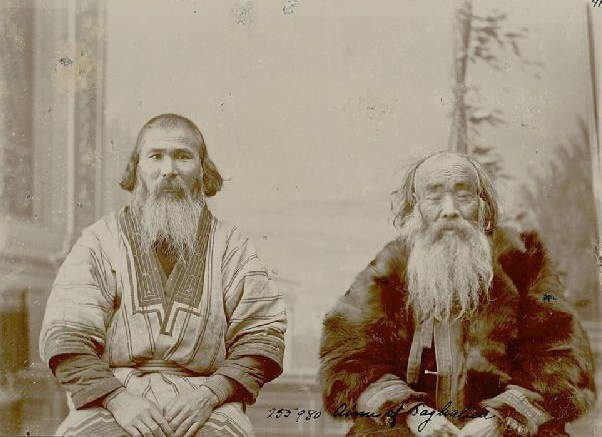
樺太のアイヌ（1903年）

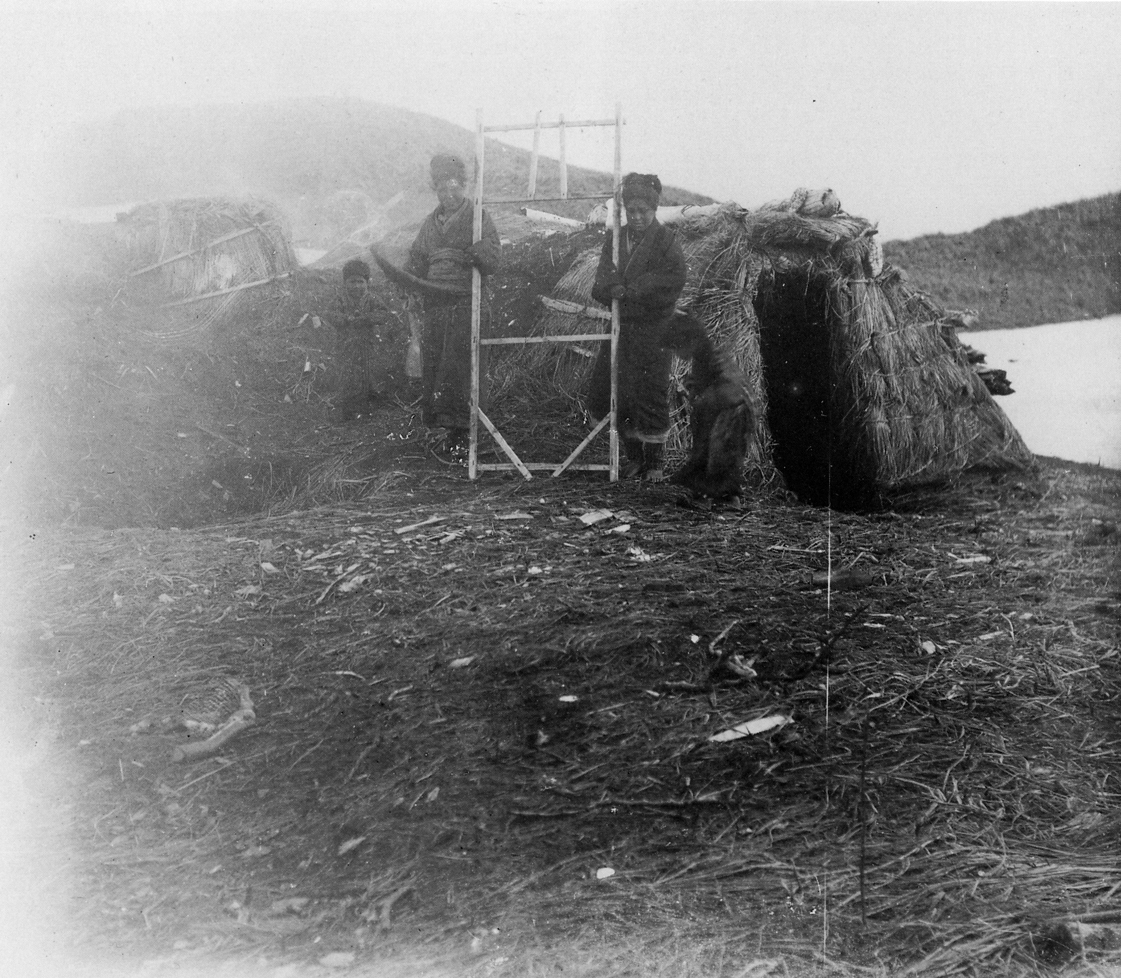
千島アイヌと竪穴建物

アイヌの人口が比較的多い分布地は、北海道、樺太、千島列島、カムチャツカ半島、東北北部である。
北海道、千島列島と樺太の地名の多くは、基本的にアイヌ語の地名の語音に漢字を当て字をしたものである。日本政府の命名方針はロシア語地名のある場合（樺太地域など）はコレを、アイヌ語地名を調べ、その語音の漢字表記とした。
ロシア連邦における調査で、2018年時点でロシア国内におけるアイヌ民族は、「カムチャツカ地方における105人」と報告されている。
江戸時代のアイヌの人口は、記録上最大26800人であったが、天領とされて以降は感染症の流行などもあって減少した。
1756年に弘前藩勘定奉行であった乳井貢が、津軽半島で漁業に従事していたアイヌに対して、平民化政策という同化政策を行った。
1809年に弘前藩では最後となる二度目の同化政策を推進した。以降も「東奥沿海日誌」で居住する彼らの子孫たちが、地域にとけ込んでいた。
1855年2月7日調印の日露和親条約で、樺太(サハリン)は日露両国民雑居の地とされ帰属未解決のままにされた。
1875年5月17日の樺太千島交換条約後、日露和親条約で不確定だった千島列島を日本領で樺太はロシア領と確定した。困難な生活物資の補給と防衛上の理由から、千島のアイヌはそのほとんどが開拓使によって説得の上色丹島へ移住させられた（『千島巡航日記』）。
1897年のロシア国勢調査によればアイヌ語を母語とする1,446人がロシア領側に居住していた。
1945年にソビエト連邦が日本に参戦し、南樺太と千島列島・北方領土を占拠、現地に居住していたアイヌは残留の意志を示したものを除き本国である日本に送還された。残存したアイヌとその子女は、2018年にロシア政府が「ロシアの先住民」と認定す方針へ転換するまでは、「日本人とその子孫」として扱われた。
1971年調査で道内に77,000人という調査結果もある。日本全国に住むアイヌは総計20万人に上るという調査もある。
北海道外に在住するアイヌも多い。1988年の調査では東京在住アイヌ人口が2,700人と推計された。1989年の東京在住ウタリ実態調査報告書では、東京周辺だけでも北海道在住アイヌの1割を超えると推測されており、首都圏在住のアイヌは1万人を超えるとされる。
1992年に日本・ロシア国内以外にも、ポーランドには千島アイヌの末裔がいると報道されたが、アレウト族の末裔ではないかとの指摘もある。一方、アイヌ研究の第一人者で写真や蝋管など膨大な研究資料を残したポーランドの人類学者ブロニスワフ・ピウスツキが樺太アイヌの女性チュフサンマと結婚して生まれた子供たちの末裔は日本にいる。
2013年の北海道庁の調査によると、北海道内のアイヌ民族は16,786人となっており、支庁（現在の振興局）別にみた場合、胆振・日高支庁に多い。なお、この調査における北海道庁による「アイヌ」の定義は、「アイヌの血を受け継いでいると思われる」人か、または「婚姻・養子縁組等によりそれらの方と同一の生計を営んでいる」人というように定義している。また、本人がアイヌであることを否定している場合は調査の対象とはしていない。
2017年の北海道による調査では、道内のアイヌ人口は約1万3000人となっている。これは2006年の2万4000人から急激に減少しているが、これは調査に協力している北海道アイヌ協会の会員数が減少したことと、個人情報の保護への関心の高まりから調査に協力する人が減っていることが挙げられ、実際の人数とは合致していないとの意見がある。ただし、研究者らの間でさえも、「だれがアイヌ民族か」「だれをアイヌ民族として対象とするか」で議論があるため、正確な数は不明である。

## 第二次世界大戦後の日露におけるアイヌ

### 日本

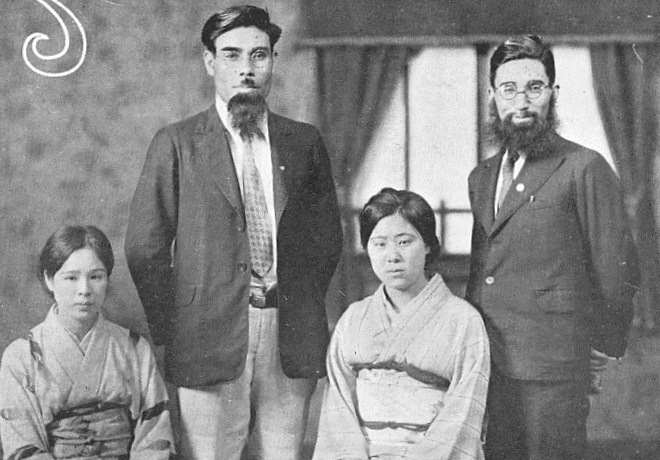
1930年代の日本におけるアイヌの夫婦（歴史写真会「歴史写真（昭和7年8月号）1932年」）

2009年から2014年にアイヌ研究者らによって、北海道内の五つの地域でアイヌ民族社会調査が行われた。調査を受けた264人の中で、「自分の先祖に和人の血は入っていない」との認識を示したのは一人だけだった。調査対象者の約半数は、アイヌ民族であることを普段は意識していないと答えた。2016年に日本政府は日本国内の先住民として認識しているのはアイヌのみであるとしている一方で、国連人種差別撤廃委員会は、アイヌ民族以外に琉球民族も先住民だとし、日本政府とは異なる見解を示している。2006年（平成18年）の北海道の調査によれば、アイヌの人々に、「かつて差別を受けたことがあるか」という問いに、「はい」と答えた人が16.8 %、「別の誰かが受けたことを知っている」と答えた人が、19.8 %であった。このうち、「直近7年間に自分が差別を受けた」という人は2 %程度である。2013年（平成25年）の調査でもアイヌの人々に対して、「現在は差別や偏見がなく平等であると思うか」聞いたところ、「平等であると思う」とする者の割合が50.4 %（「平等であると思う」25.3 % + 「どちらかというと平等であると思う」25.1 %）、「平等ではないと思う」とする者の割合が33.5 %（「どちらかというと平等ではないと思う」24.3 % + 「平等ではないと思う」9.2 %）、「わからない」と答えた者の割合が16.1 %ととの結果であった。
しかし、2016年（平成28年）の法務省の調査では、「家族・親族・友人・知人が差別を受けている」と回答した人が51 %であり、また、同調査で、アイヌの人々に対する差別や偏見の有無について日本国民全体を対象にアンケートをしたところ、国民全体の18 %のみが「あると思う」、51 %が「ないと思う」と答えている。それに対し、アイヌの人々は72 %が「あると思う」、19 %が「ないと思う」と答えている。菊地千夏は、2019年にアイヌとして生活する者が周囲から差別的に扱われる順番として、第一に義務教育課程でアイヌ文化を扱った授業を受けた時、第二に婚姻・結婚、次に就職など社会に出た場合、「義務教育時代に受けた差別は(アイヌには)普遍的な経験になっている」、と主張をしている。ただし、2009年から2014年調査当時60代、70代の人たちの中には、過去にあからさまな差別を受けた経験者がいた一方で、その後の世代は経験は少なくなっている。さらに60代や70代世代の孫の世代になると、自身にアイヌ民族の血筋があることを「かっこいい」というような、肯定的に感じる意識が出てきている。
2020年に内閣府は「アイヌ政策に関する世論調査」を行った（郵送によるもの。対象は、全国18歳以上の日本国籍を有する者 3,000人。有効回収数 1,767人。回収率58.9 %。）が、そのなかで日本国内でのアイヌに関する周知度を測るために「アイヌについて知っている事項」という質問群も用意したところ、その回答結果は、まず「アイヌが存在していると知っている」と回答した割合が93.6 %で、そう回答した人々に対して問うた「何を知っているか」に関する質問群については次のような回答結果を得た。「アイヌが先住民族」91.2 %、「アイヌの人々が独自の伝統的文化を形成してきたこと」83.2 %、であった。一方で「中世以降アイヌと和人の間に交流や争いがあった」44.1 %、「明治以降アイヌが独自の文化を制限され貧しい暮らしを余儀なくされた」46.3 %、「アイヌのなかで文化の復興保存活動をしている」46.5 %と負の歴史などでは過半数を割る結果であった。
明治以降は和人との結婚が増え、両親がともにアイヌであるアイヌは減少している。大和民族との結婚が増えている理由として、1984年に西浦宏巳は1980年代前半に二風谷のアイヌ調査を行った際には、和人によるアイヌ差別があまりにも激しいため、和人と結婚することによって子孫のアイヌの血を薄めようと考えるアイヌが非常に多いと主張している。アイヌと和人の両方の血を引く人々の中にも、著名なエカシ（長老）の一人である浦川治造のように、アイヌ文化の保存と発展に尽力した。また、浦河町のエカシである細川一人は、和人の両親から生まれたため、自らはアイヌ民族ではないが、幼少時に父親と死別し14歳の時に母親がアイヌの男性と再婚したためにアイヌ文化を身につけたと語っている。

### ロシア
「日本人」認定時代
ロシア連邦はカムチャツカ地方の先住民族として認めているのはコリャク、イテリメンなど6民族だけであり、旧ソ連時代を含め、アイヌ民族に関しては「日本人」だとして先住民とは認めてこなかった。ソ連の侵略時に千島に居住していたアイヌ民族は、戦後にソ連によってサハリンやカムチャツカ半島への移住をさせられている。旧ソ連は戦後、サハリン（樺太）や千島列島のアイヌ民族を日本人としたことで戦前に出生していたアイヌ民族の出生証明書はなく、アイヌ民族であることを示す証拠も残らなかった。2008年5月に先住民族認定を求め、初のロシア国内にアイヌ民族団体が設立されている。カムチャツカ地方の団体「アイヌ」の代表となったアレクセイ・ナカムラは、2002年のロシアの人口調査で民族欄に「アイヌ」と初めて書いた際に、「国の登録項目にアイヌ民族はない」と却下されている。2018年12月のウラジーミル・プーチン大統領への報告時点でロシア国内のアイヌ民族について、ソ連時代に移住させられたため「カムチャツカ地方に105人しかいない」と説明されている。日本側にはアイヌ民族が住んでいた地域は、歴史的にも日本固有の領土だとする考え方もある。
「ロシアの先住民」認定以後
2018年12月、ロシアは方針転換し、プーチン大統領がカムチャツカ地方の「北方領土を含む千島列島」（ロシア名:クリール諸島）などに現存するアイヌ民族をロシアの先住民族として認める考えを示した。北海道新聞はロシアの方針転換の背景として、上記の日本側のアイヌを理由とする北方領土に関する主張をけん制する狙いがあると報道した。

## 遺伝的起源

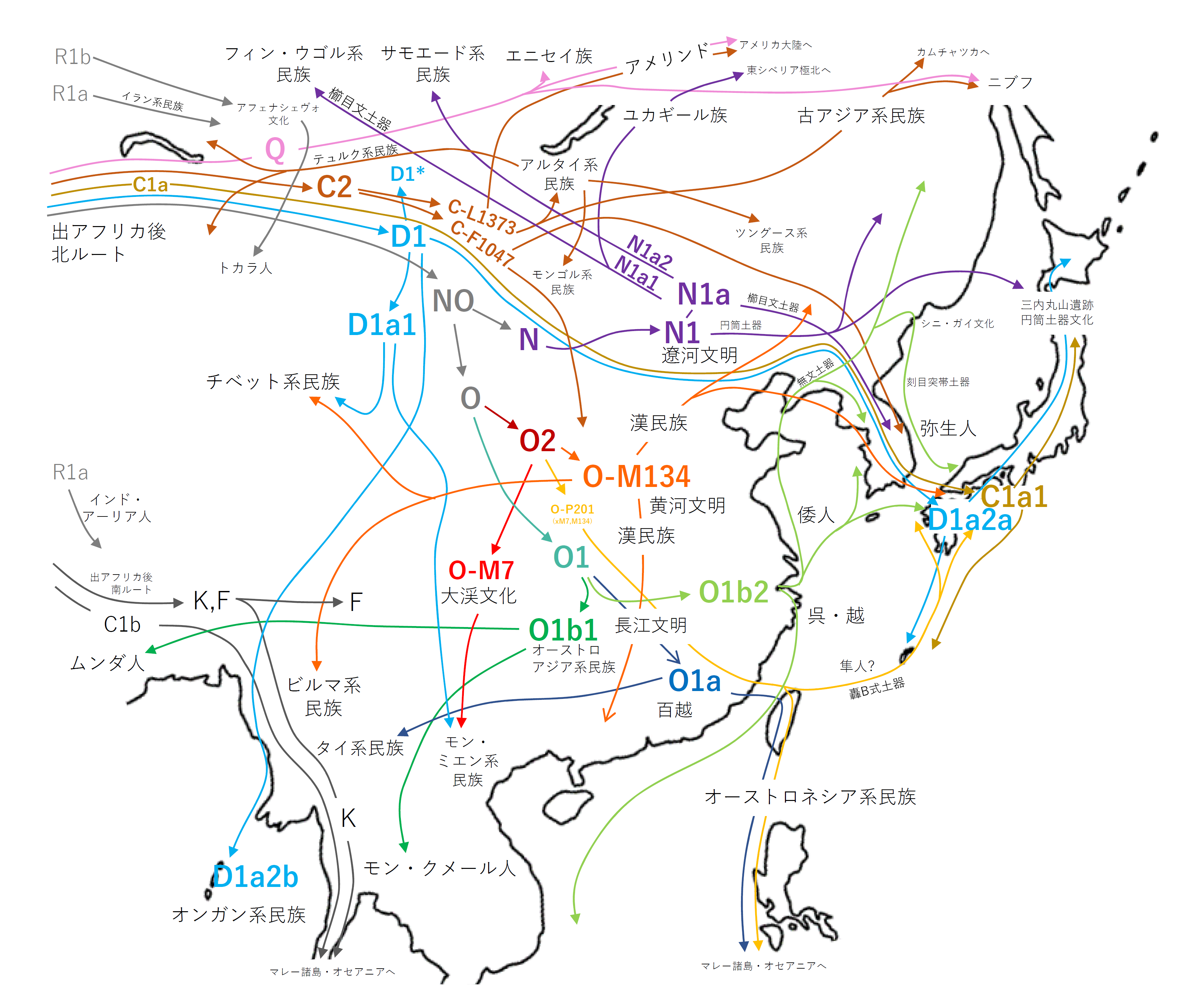
東アジアのY染色体ハプログループ移動図

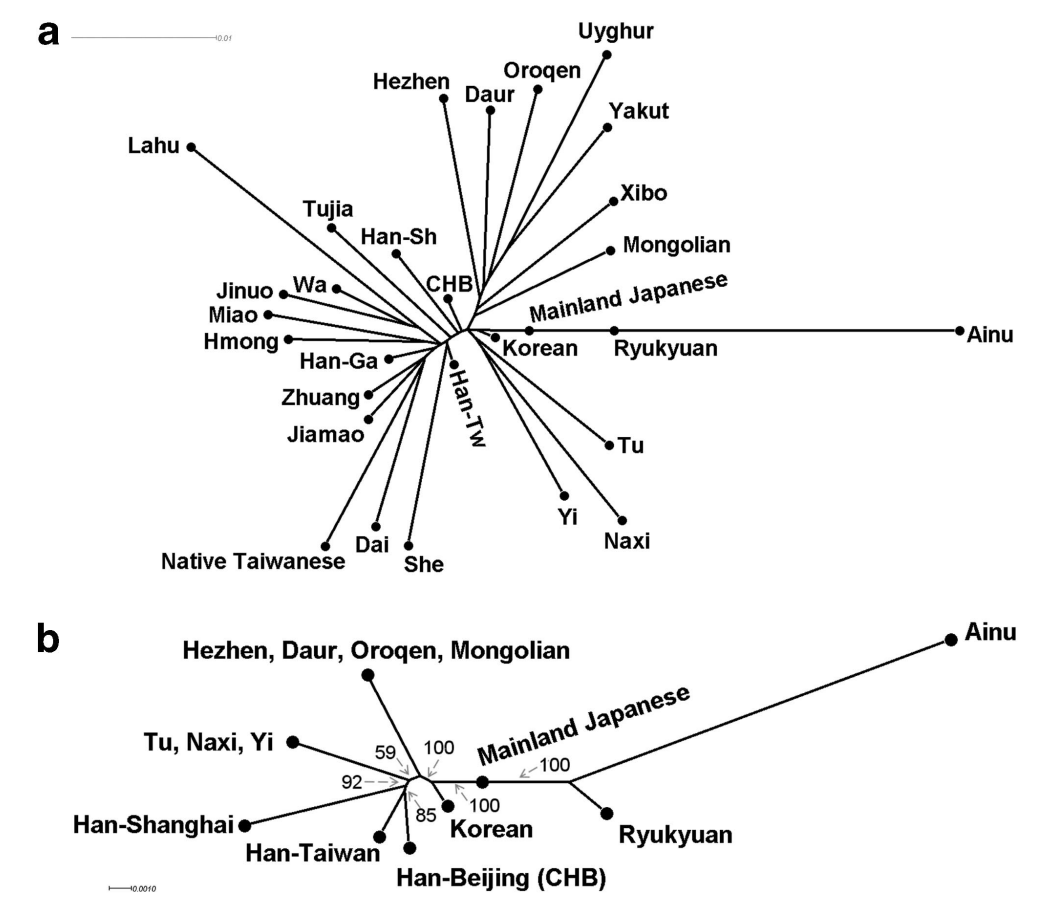
ティモシー・ジナムら（2012年）が発表したゲノムDNA解析によるヤマト人 (Mainland Japanese)、オキナワ人 (Ryukyuan)、アイヌ人 (Ainu) と他のアジア民族集団の系統樹。

北海道のmtDNAハプログループ分布

アイヌは本土日本人との形質的な違いや習慣・アイヌ語など独自性が多く、その遺伝的起源について研究者の関心を集めてきた。2000年以降はDNA研究が進歩し、遺伝子情報による系統研究が行われているが、それらの成果によりアイヌは縄文人・オホーツク人・本土日本人を祖先集団にもつ、複雑な形成過程をたどったとする説が有力視されている。
安達 登は「アイヌの北海道、東北、関東の先史時代人３集団は、ハプログループN9bとM7aを共有していた。北海道と東北日本ではN9bの頻度が極めて高く（それぞれ64.8%、59，2%）、東日本ではかなりの高頻度でM7aが見られた（33.3%）」
「具体的なハプログループの割合は、北海道縄文人・続縄文人ではN9b１（55.5%）、N9b*(9.3%)、D4h2(16.7%)、G1b（11.1%）、M7a*（5.5%）、M7a2(1.9%)、東北縄文時代人はN9b1（18.5%）、N9b2(14.8%)、N9b*(25.9%)、D4h2(3.7%)、D4b2(3.7%)、M7a*(7.4%),、M7a2(25.9%)と、円グラフで示されている。（ * は分類されないサブタイプ）　「N9bは縄文時代の直接子孫によってアムール川の下流域を中心とする地域からもたらされた可能性が高い。N9bは北海道に留まることなく高頻度東北日本にの見られる。N9bの分岐年代は、少なくとも6000年前には本州に侵入していた。このことは北方系の細石刃群の波及と関連する可能性が高い。」「M7aは現在の現琉球列島で23.3%と高頻度。現代日本人では、南から北へ頻度が低下。M7aは南方から日本列島にもたらされたことを示唆している。」と記している。

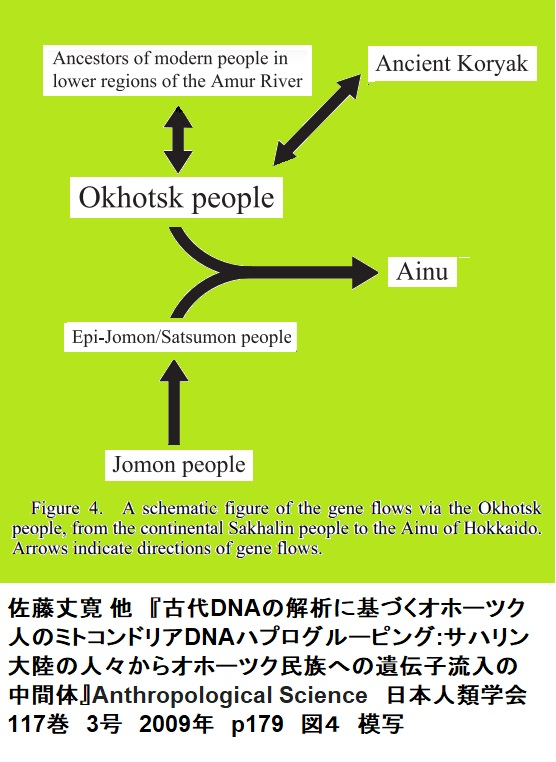
サハリンからアイヌへの遺伝子の流れ

増田隆一は、「オホーツク文化は、約5世紀から12世紀頃にオホーツク海岸南部の沿岸地域（サハリン南部から東部、千島列島）で主に狩猟・漁労を生業として繁栄した文化である。一方、北海道の内陸部や南部では、本州の影響を受けながらも稲作が導入されなかった続縄文文化が発達した。北海道には起源が異なる二つの系列の文化が異所的に発達した」とし、オホーツク人の古人骨の分析として、「オホーツク人古人骨のミトコンドリアDNAハプログループは、A（8.1%）,B（2.7%）、C３（5.4%）、G1（24.3）、M7（5.4%）、N9（10.8%）、Y(43.2%)であった。集団遺伝学的特徴はハプログループYが高頻度。」「海外の研究では、ウリチ、ニヴフ、ネギタールなどアムール川下流域の現代集団でも、ハプログループYが高頻度。特にニブフはハプログループYが非常に高い。」「安達 登の研究では北海道縄文人・続縄文人はハプログループYが検出されていない。宝来聰の研究ではアイヌのハプログループYの頻度は20%」と記してる。　
また、耳垢遺伝子について、「オホーツク人の乾型対立耳あか遺伝子の頻度は84%。北海道縄文人は４8%、続縄文人は59%。アイヌは76%。この結果、母系遺伝するmtDNAの遺伝子の流れは、佐藤丈寛が示したものと矛盾しない」としている。(増田隆一　『遺伝子的特徴から見たオホーツク人――大陸と北海道の間の交流』　北海道大学総合博物館研究報告　第６号　　北海道大学総合博物館　2013年　p103~107)
さらに 安達 登は「北海道縄文前期・続縄文すべての時代にN9b、D4H2、M７aがみられた。しかし,G1b、Z1aは続縄文時代にしか観察されなかった。考古学的に北海道において縄文時代終末期～続縄文時代になると、若いイヌを解体したことを示す証拠が急に出現しだす。類似の事例は続縄文時代並行期のサハリンにおいてもみられ、イヌを食料としたことを示す証拠と考えられている。一般に、狩猟のために重要な役割を果たすイヌは狩猟民の間では大切に扱われるが、それを食用に供するという大きな変化は、単に文化や習慣の移入だけでは説明が難しい。ハプログループの変遷と考古学的知見を併せ考えると、縄文時代終末期〜続縄文時代に、北海道在来集団とは遺伝的背景が異なる人類集団が、ユーラシア大陸北東部から北海道に渡来してきた可能性があるものと考えられる。」と記している。（安達登 『学術的研究で明らかにする関東地方縄文時代人の人類学的・考古学的実像 』KAKEN 2011年度実施実績報告書 研究機関 山梨大学 ）
篠田謙一は、図7-5北海道のミトコンドリアDNAハプログループの変遷で、「縄文～続縄文＝ N9b(65%)、M7a(7%)、G1b(11%）、D4h2(17%)、Z1a2(1.4.%) オホーツク文化:Y(43%)、B(3%)、N9b(11%)、A(8%)C(5%)、M7a(6%)、G1b(24%) 近世アイヌ＝ Y(31%)、F(2%)、B(1%)、N9b(19%)、N9a(1%)、A(9%)、C(4%)、M7b.c（3%）、M7a((4%)、G(8%)、D(14%)、Z(1%)、その他(3%）現代アイヌ=Y(19%)、F(2%)、B(2%)、N9b(8%)、A(4%)、M7b.c(4%)、M7a(16%)、G(25%)、D(18%)、その他(2%))とグラフ化している。これらを踏まえ「縄文時代になかったハプログループYがオホーツク文化人によってもたらされ、両者の混合によってアイヌが誕生した様子が見て取れると思います。」「混合が進んだと考えられる続縄文人から擦文時代の人骨はほとんど出土していない」と述べている。（篠田謙一　新版　『日本人になった祖先たち』　NHA出版　2019年　第4刷　p208～209）
この中では、近代アイヌ、現代アイヌともに様々な母親由来のmtDNAが見られる。オホーツクの母親由来のY系、縄文・続縄文・擦文の母親由来のM7系、G系、N9系、D系などもあるが、それぞれの出自が異なる。アイヌは出自の異なる人たちの集まりということは記されていない。父親・母親の間に生まれた女子も男子も、母親のミトコンドリアを受け継ぐこと、つまり仮に父がYで母がN9bのとき、生まれた男子・女子はN9b。父がN9bで母がYのとき生まれた男子・女子は、Yとなることなどは記されていない。
DNAハプログループの出現頻度の特徴として、縄文人由来とされるN9b（8％）とM7a（16%）を含めほとんどが本土日本人・沖縄集団と共通するものであるが、いっぽうで本土日本人・沖縄集団ではほとんど確認できず北アジア集団によく見られるY（19%）とG（25%）が高頻度で現れることを挙げた。そのうえで北海道縄文人・オホーツク人・近世アイヌのミトコンドリアDNAハプログループ出現頻度との比較により、この特徴はアイヌはオホーツク沿海州地域先住民と共通するハプログループをもつ北海道縄文人を基層集団とし、オホーツク人の2集団の混血によって近世アイヌ集団が形成され、近世以降には本土日本人とも混血したと推測している。また近世アイヌのミトコンドリアDNAハプログループ出現頻度は地域差が大きい事も確認されており、北海道アイヌ・樺太アイヌ・千島アイヌのアイヌ3集団の形成も統一的ではない可能性を示唆するとしている。
また篠田は、上記の結果はY染色体ハプログループの研究とも矛盾していないとしている。縄文人に由来すると考えられているD2とCは、現代日本人のなかでもアイヌ・沖縄集団に高頻度で出現する。
ティモシー・ジナムら（2012年,2015年）は、日本列島を含む現代東アジア30集団の主成分分析を行い、ヤマト人・アイヌ人・オキナワ人がグループを形成し、近縁な集団にその他の東アジア集団がまとまるという結果を発表した。日本列島集団間の比較では、アイヌ人が最も東アジア集団から遠くオキナワ人が続いているが、斎藤成也は遠い集団ほど縄文人要素を強く持つと推測している。
神澤秀明ら（2016年）は、三貫地縄文人と現代日本列島の3集団・北方中国集団の核ゲノムSNPの比較を行い、本土日本人と沖縄集団は比較的近い一方で、アイヌは三貫地縄文人と北方中国人集団の要素をそれぞれ共有していたと発表した。また三貫地縄文人と共通するDNAデータの割合は、アイヌが68%あまりともっとも高く、沖縄集団・本土集団・北方中国集団の順で続いていた。この論文の責任著者の斎藤は、現代アイヌは縄文人を基層集団として北方集団と混血したと推測し、二重構造モデルを補完する結果だとしている。
神澤秀明ら（2019年）は、船泊遺跡縄文人の核ゲノム解析の論文を発表。その中でF23と呼ばれる縄文人の遺伝子を現代日本列島3集団が引き継いだ割合について、本土日本人13%・沖縄集団27%・アイヌ66%とした。また現代アイヌのゲノムからF23のゲノムを差し引いた残りのゲノムについて、カムチャツカ半島の先住民と最も近いとし、アイヌの祖先集団を縄文人と北東アジア人とする従来説と矛盾しないと結論付けている。
覚張隆史ら（2020年）は、伊川津縄文人の核ゲノム解析の論文を発表。その中でIK002と呼ばれる縄文人は南ルートで日本列島にやってきた集団で、その遺伝子を最も多く受け継ぐ現代人はアイヌ(79.3%)としたうえで、この結果は二重構造モデルを支持すると結論付けている。
佐藤丈寛ら（2021年）は、900年前のオホーツク人の核ゲノム解析の論文を発表。その結果から現代アイヌの形成過程について、まず縄文人69%・オホーツク人31%の割合で混血が行われ、さらにその集団71%に対して本土日本人29%の割合で混血が行われたとする想定が最も矛盾が少ないとしている。

### 研究史
アイヌの研究は、日本人起源論争と関連して早くから注目されていた。1820年代にフィリップ・フランツ・フォン・シーボルトは、石器時代にアイヌの祖先集団が日本列島全体に住んでいたと推測したうえで、のちに大陸から新しい人種が日本列島に移入し、アイヌは北海道に追いやられたとする「アイヌ説」を唱えた。この説は小金井良精も支持するが、アイヌの系統については「人種の孤島」と表現して態度を保留した。いっぽうで1877年にエドワード・モースは、旧石器人（縄文人）がアイヌが所持していない土器を用いたことから、旧石器人をアイヌとは別の先住民とする「プレアイヌ説」を唱えた。坪井正五郎もこれに続き、この先住民をイヌイット系集団で、アイヌ文学に登場するコロポックルとする「コロポックル説」を唱えた。小金井と坪井の議論は「アイヌ・コロポックル論争」と呼ばれる。
アイヌの頭蓋骨を調査したジョージ・バスクは、1867年にアイヌを白人系人種とする説を発表。この他に、旧ソ連の人類学者はオーストラリア系人種、あるいはアジア系人種とする研究が続いた。エルヴィン・ベルツは、日本人の「三段階移住仮説」を提唱し、最も早く移住した集団をコーカソイド系人種でアイヌの祖先集団とした。またベルツは、1911年にアイヌと沖縄集団を同祖とする「アイヌ・沖縄同祖論」を発表している。東アジア一帯を踏襲調査した鳥居龍蔵は、アイヌの祖先である縄文人を先住民とし、後続する大陸渡来人（固有日本人）が渡来して一部が混血したとする「固有日本人説」を唱え、国内で多くの賛同を得た。
清野謙次は、従来の国内アイヌの研究が文化面に偏っていることを批判し、人骨に着目。その研究結果から1926年に、アイヌと本土日本人を石器時代人を基層集団として近隣集団と混血したとする「混血説」を提唱した。いっぽうで昭和に入ると児玉作左衛門も多数の人骨調査を行い、「白人起源説」を主張。古畑種基も現代アイヌの血液型や指紋の研究からこれに追従した。
1960年代になると、新たな研究手法が取られるようになる。尾本惠市は血中たんぱく質を利用した遺伝学的分析をおこない、アイヌは本土人・中国人に最も近く、ついでアメリカ先住民・アボリジニ・ポリネシア人と続くが、白人やバンツー族とはきわめて遠いとした。また、埴原和郎は歯に関する研究を行い、モンゴロイド系とした。これに追従する研究者には山口敏・百々幸雄・石田肇・オッセンバーグ・ピトロセウスキー・コジンツェフらがおり、これらの研究によりアイヌとコーカソイドとの近縁性は否定され、アイヌは日本人を始めとするアジア諸集団に近いと考えられるようになった。
1991年に埴原は、アイヌを縄文人（古モンゴロイド）の直系子孫とする「二重構造モデル」を発表。その後、山口敏（1999年）の頭蓋骨の研究、百々幸雄の頭蓋小変異・顔面扁平度、松村博文、埴原和郎と埴原恒彦の歯の研究で縄文人とアイヌの近縁性が明らかになった。その後山口と百々は、北海道縄文人から続縄文人、擦文人を経てアイヌへの人骨形質が連続して変化していく様子を明らかにし、アイヌを縄文人の子孫とするシナリオが有力視されるようになった。
1980年代後半からは、人類学でDNA研究が活発に行われるようになった。特に1987年に発表された「新人のアフリカ起源説」により、従来の定説であった「多地域進化説」が否定され、わずか20万年のあいだに現代人の直接の祖先である新人が世界中に拡散したと考えられるようになったことは人類学に大きな影響を与えた。しかし日本でこうした研究が受け入れられるようになったのは、2000年に旧石器捏造事件が発覚したのちである。

## 議論

### 他文化との関連

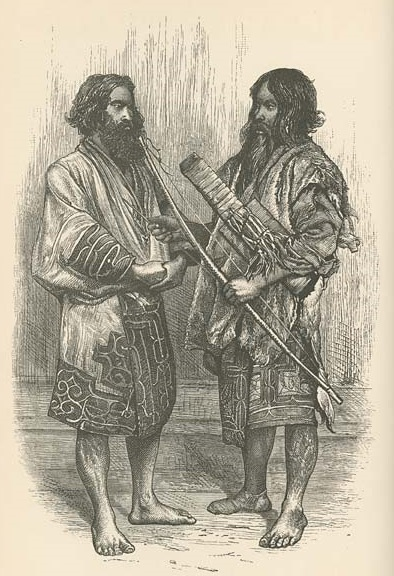
髭を蓄えたアイヌの男性

近年遺伝子 (DNA) 解析が進み、縄文人や渡来人とのDNA上での近遠関係が明らかになっている。また、アイヌは、ニヴフをはじめアムール川流域に住むウリチ/山丹人との関連も強く示唆されている。擦文時代以降の民族形成については、オホーツク文化人（ニヴフと推定されている）の熊送りなどに代表される北方文化の影響と、渡島半島南部への和人の定着に伴う交易等の文物の影響が考えられている。

### 日露における先住民族の権利運動
1950年代のアメリカ合衆国で先住民族の権利主張が取り上げられるようになり、日本でもアイヌの権利回復運動が行われた。
日本政府は1995年3月、内閣官房長官の私的諮問機関としてウタリ対策のあり方に関する有識者懇談会を設置し、同懇談会は翌1996年4月、官房長官に報告書を提出した。報告書では、「アイヌの人々の先住性」について、「少なくとも中世末期以降の歴史の中でみると、学問的にみても、アイヌの人々は当時の『和人』との関係において日本列島北部周辺、とりわけ我が国固有の領土である北海道に先住していたことは否定できないと考えられる」とした。更に、「アイヌの人々には、民族としての帰属意識が脈々と流れており、民族的な誇りや尊厳のもとに、個々人として、あるいは団体を構成し、アイヌ語や伝統文化の保持、継承、研究に努力している人々も多い」状況にかんがみれば、「我が国におけるアイヌの人々は引き続き民族としての独自性を保っているとみるべきであり、近い将来においてもそれが失われると見通すことはできない」とした。
1997年、アイヌ文化振興法施行によって北海道旧土人保護法は廃止された。しかし、このアイヌ文化振興法ではアイヌを先住民族と認定されなかった。またアイヌ文化振興法によるアイヌ民族共有財産の返還手続きに対してアイヌ民族共有財産裁判が行われたが、2006年に最高裁で原告敗訴が確定した。
2007年9月13日に国連総会で採択された先住民族の権利に関する国際連合宣言を踏まえて、2008年6月6日、アイヌを先住民族として認めることを政府に求める国会決議が衆参両院とも全会一致で可決された。北海道アイヌ協会が北海道の区域外に居住するアイヌ認定事業をアイヌ政策関係省庁連絡会議申合せに基づき実施している。その際には、家系図や戸籍謄本、除籍謄本等を判断資料としている。
2008年5月12日に鈴木宗男が国会に提出した「先住民族の定義及びアイヌ民族の先住民族としての権利確立に向けた政府の取り組みに関する第3回質問主意書」に対し、5月20日の政府答弁書で「アイヌの人々は、いわゆる和人との関係において、日本列島北部周辺、取り分け北海道に先住していたことは歴史的事実であり、また、独自の言語及び宗教を有し、文化の独自性を保持していること等から、少数民族であると認識している。」と答弁しているが、「先住民族」であるかどうかについては、「『先住民族』に関する国際的に確立した定義がないこともあり、アイヌの人々が『先住民族』かどうか結論を下せる状況にはない」とした。6月6日には、衆参両院の全会一致で「アイヌ民族を先住民族とすることを求める決議」がなされた。一方で、『菊と刀』などの著作で知られる文化人類学者ルースベネディクトは、その著作の中で繰り返し、アイヌを日本の先住民族（indigenous group）と書いている。
2009年12月、「先住民族アイヌの権利回復を求める団体・個人署名の要請」が行われた。
2007年9月の先住民族の権利に関する国際連合宣言及び2008年6月の「アイヌ民族を先住民族とすることを求める（国会）決議」を受けて、内閣官房長官の下に「アイヌ政策のあり方に関する有識者懇談会」が設置され、アイヌ政策の新たな理念及び具体的な政策の在り方について総合的な検討が行われた。2009年7月に取りまとめられた同懇談会の報告書では、まず、1996年の「ウタリ対策のあり方に関する有識者懇談会報告書」について、「アイヌの人々の先住性を認めたが、これは事実の確認にとどまり、新たな政策とは結びつけられていなかった」と評価した。その上で、先住民族の定義について、「国際的に様々な議論があり、定義そのものも先住民族自身が定めるべきであるという議論もあるが、国としての政策展開との関係において必要な限りで定義を試みる」として、「先住民族とは、一地域に、歴史的に国家の統治が及ぶ前から、国家を構成する多数民族と異なる文化とアイデンティティを持つ民族として居住し、その後、その意に関わらずこの多数民族の支配を受けながらも、なお独自の文化とアイデンティティを喪失することなく同地域に居住している民族である」とし、「アイヌの人々は日本列島北部周辺、とりわけ北海道の先住民族であると考えることができる」と結論付けた。更に、「今後のアイヌ政策は、アイヌの人々が先住民族であるという認識に基づいて展開していくことが必要である」とした。
2019年4月19日、アイヌの人々の誇りが尊重される社会を実現するための施策の推進に関する法律が成立し、同月26日公布された。同法1条の目的規定において「この法律は、日本列島北部周辺、とりわけ北海道の先住民族であるアイヌの人々の誇りの源泉であるアイヌの伝統及びアイヌの文化（以下「アイヌの伝統等」という。）が置かれている状況並びに近年における先住民族をめぐる国際情勢に鑑み、アイヌ施策の推進に関し、基本理念、国等の責務、政府による基本方針の策定、民族象徴共生空間構成施設の管理に関する措置、市町村（特別区を含み、以下同じ。）によるアイヌ施策推進地域計画の作成及び内閣総理大臣による認定、当該認定を受けたアイヌ施策推進地域計画に基づく事業に対する特別の措置、アイヌ政策推進本部の設置等について定めることにより、アイヌの人々が民族としての誇りを持って生活することができ、及びその誇りが尊重される社会の実現を図り、もって全ての国民が相互に人格と個性を尊重し合いながら共生する社会の実現に資することを目的とする。」と規定され、法制上アイヌの人々が北海道の先住民族であることを明記した。
同法に基づき、国有林野におけるアイヌにおける儀式の実施その他アイヌ文化の振興等に利用するための林産物の採取について共同使用権の取得に関する規定、内水面さけ採捕事業についての漁業法及び水産資源保護法上の許可の配慮規定などが設けられるにいたった。
2018年12月、ロシア連邦のウラジーミル・プーチン大統領は、クリール諸島（北方領土を含む千島列島）などに住んでいたアイヌ民族をロシアの先住民族に認定する考えを示した。

#### 札幌市議会議員によるアイヌ民族否定
2014年8月に東区選出の札幌市議会議員で自由民主党所属の金子快之がTwitterで「アイヌ民族なんて、いまはもういないんですよね。せいぜいアイヌ系日本人が良いところ」とアイヌ民族は今は存在しないとする書き込みを行っていたことが判明、アイヌの団体などから批判され、自民党の市議会会派から除名された後、同9月に市議会からは議員辞職勧告決議をうけた。金子は、北海道アイヌ協会がアイヌ民族の認定を行っていることに対し「アイヌ民族であることを法的に証明する手段は現状存在しない」とし、アイヌ民族であることを『証明』している北海道アイヌ協会が「アイヌの血を受け継いでいる『と思われる』人」という曖昧な基準で認定しており、出自がアイヌでなくとも養子や婚姻といった手段で認定してもらえればアイヌとしての優遇措置を受けられる、北海道アイヌ協会自体に数々の『不正行為』が存在しているなどといったことを市議会で告発した。アイヌの文化や歴史自体を否定するものではないとしつつも、利権の問題には今後も取り組んでいくと述べた。しかし一方で除名処分に際し「『アイヌ民族は先住民族』とした国会決議の内容は認めない」との趣旨の発言があったとされ、また発言も撤回していない。その後の金子は辞職を拒否して保守系無所属の市議となり、2015年の札幌市議選では東区選挙区から再選を目指したものの落選した。

### 墓地の盗掘と遺骨返還
北海道や千島、樺太の開発と学術調査が本格化した明治以降、国内外の民族学者や考古学者らが、アイヌを含む北方先住民族の墓地を盗掘して、遺骨を乱雑に扱ったり、国外に持ち出したりした例があった。北海道大学では1995年に「北大人骨事件」が発覚。北大は学内で保管するアイヌの遺骨(16人分)を、日本政府のガイドラインに沿って子孫ら祭祀継承者へ渡す「アイヌ遺骨等返還室」を2015年4月に設置した。またドイツの学術団体「ベルリン人類学・民族学・先史学協会」（BGAEU）は2017年7月31日、ドイツ人旅行者のゲオルク・シュレジンガーが1879年に札幌市内のアイヌ墓地から持ち出したアイヌの遺骨1体を、在ベルリン日本大使館で北海道アイヌ協会へ返還した。この遺骨は8月2日に北海道大学のアイヌ納骨堂に納められた後、同月4日に慰霊祭（イチャルパ）で供養される予定である。

## 画像

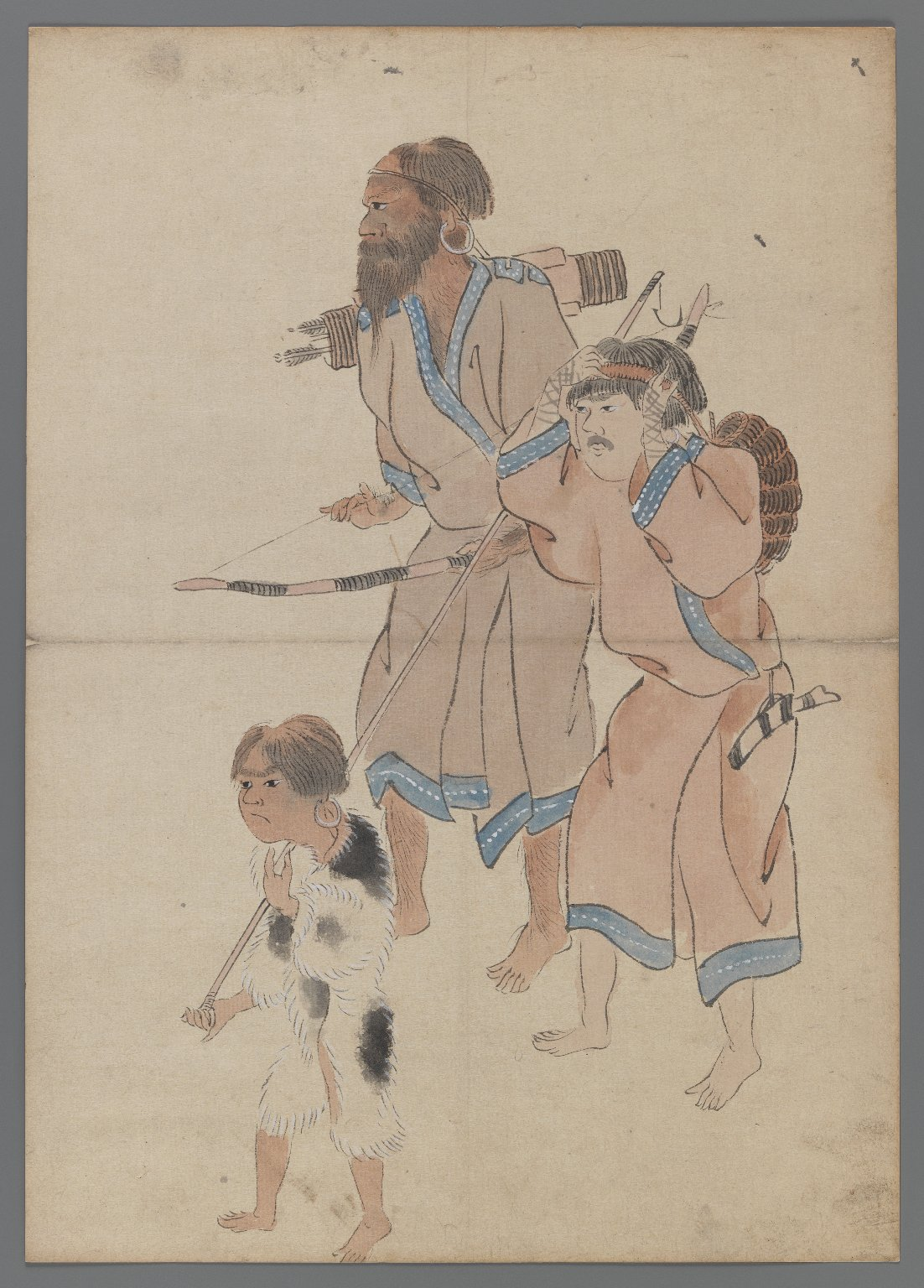
アイヌの狩人を描いたアイヌ絵
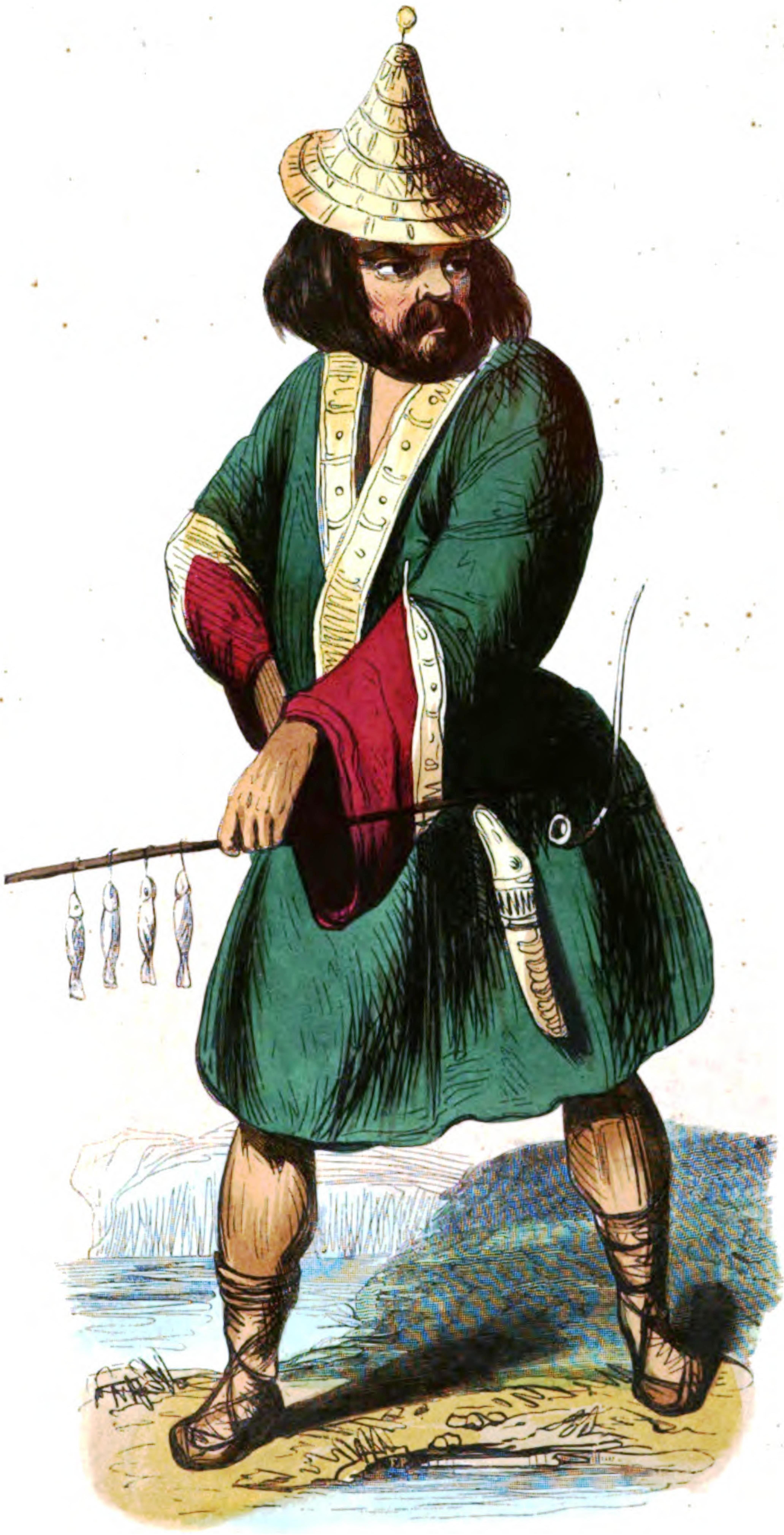
アイヌの漁師を描いた絵（1843年）
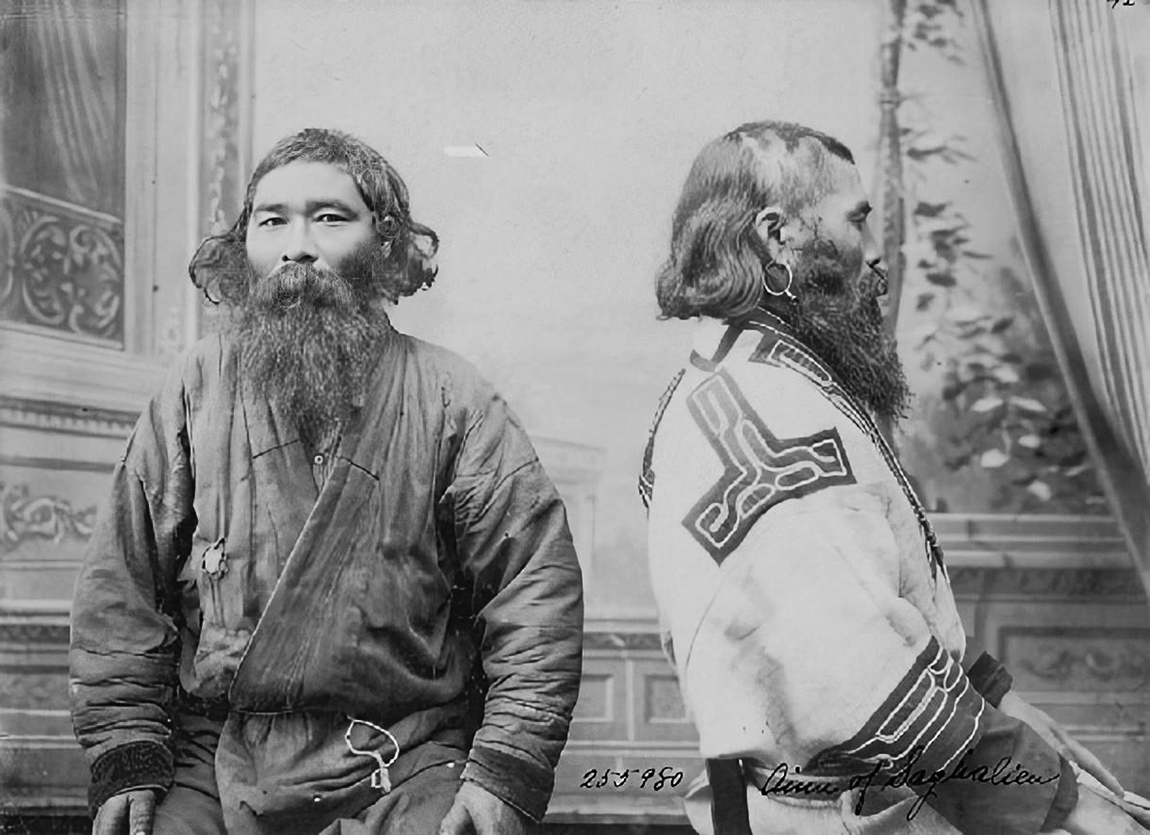
ブロニスワフ・ピウスツキが撮影したアイヌ
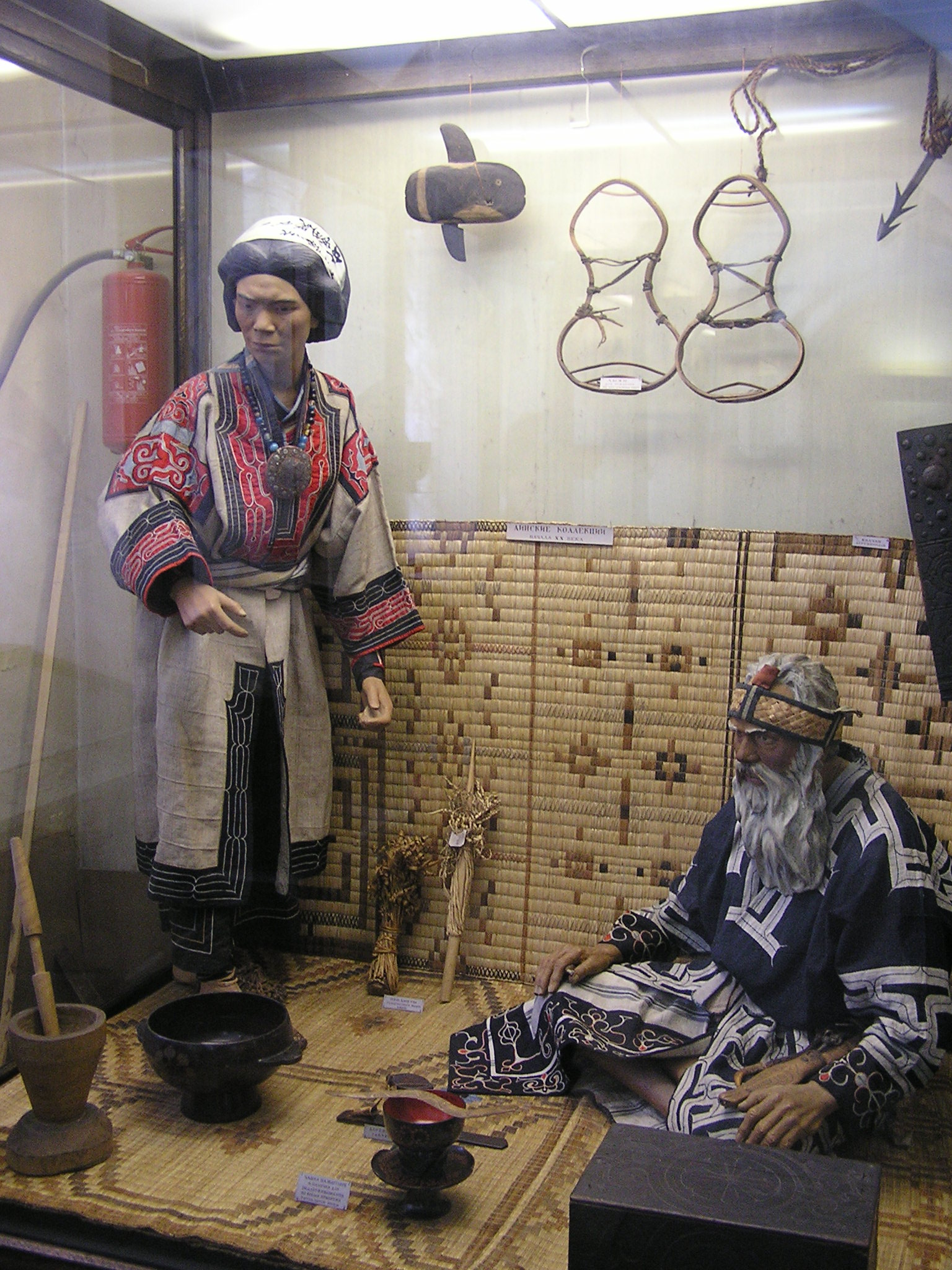
アイヌの暮らしを復元した人形
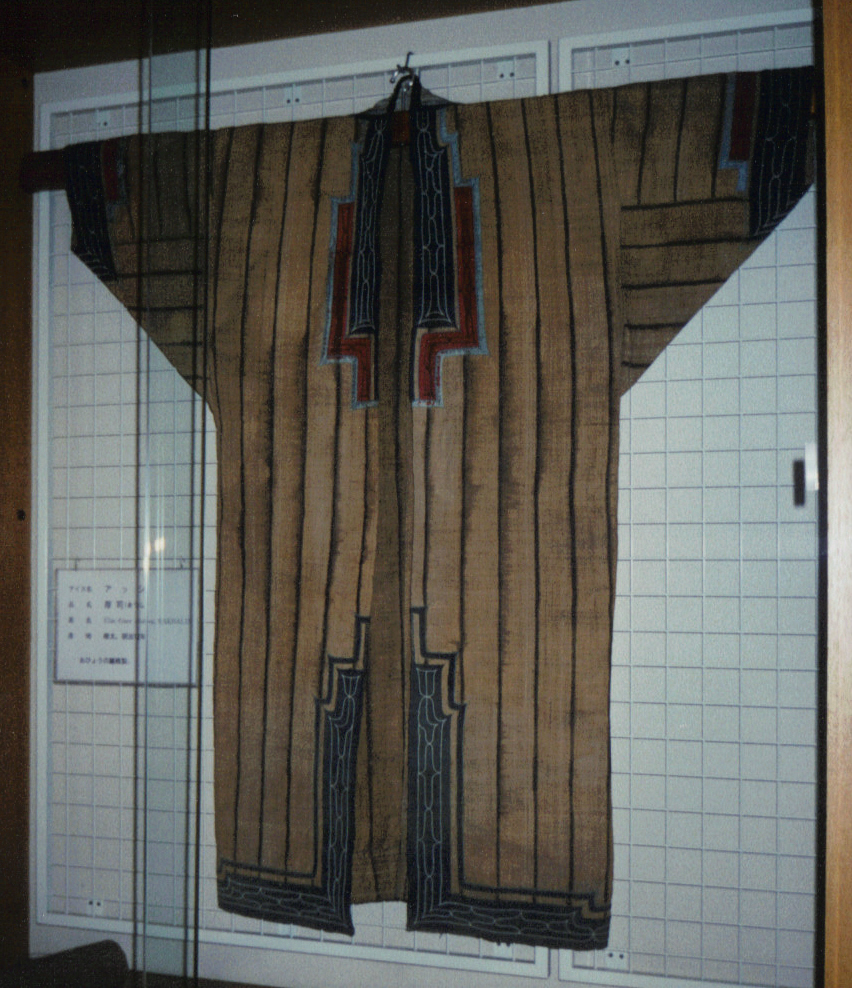
アイヌの伝統衣装、「アットゥシ」。
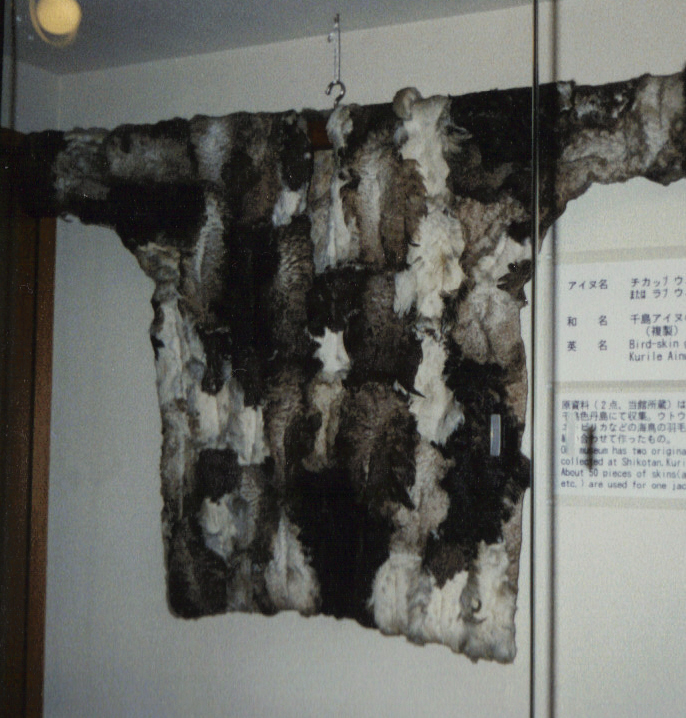
鳥の皮で作られた外套「チカㇷ゚ウㇽ」。
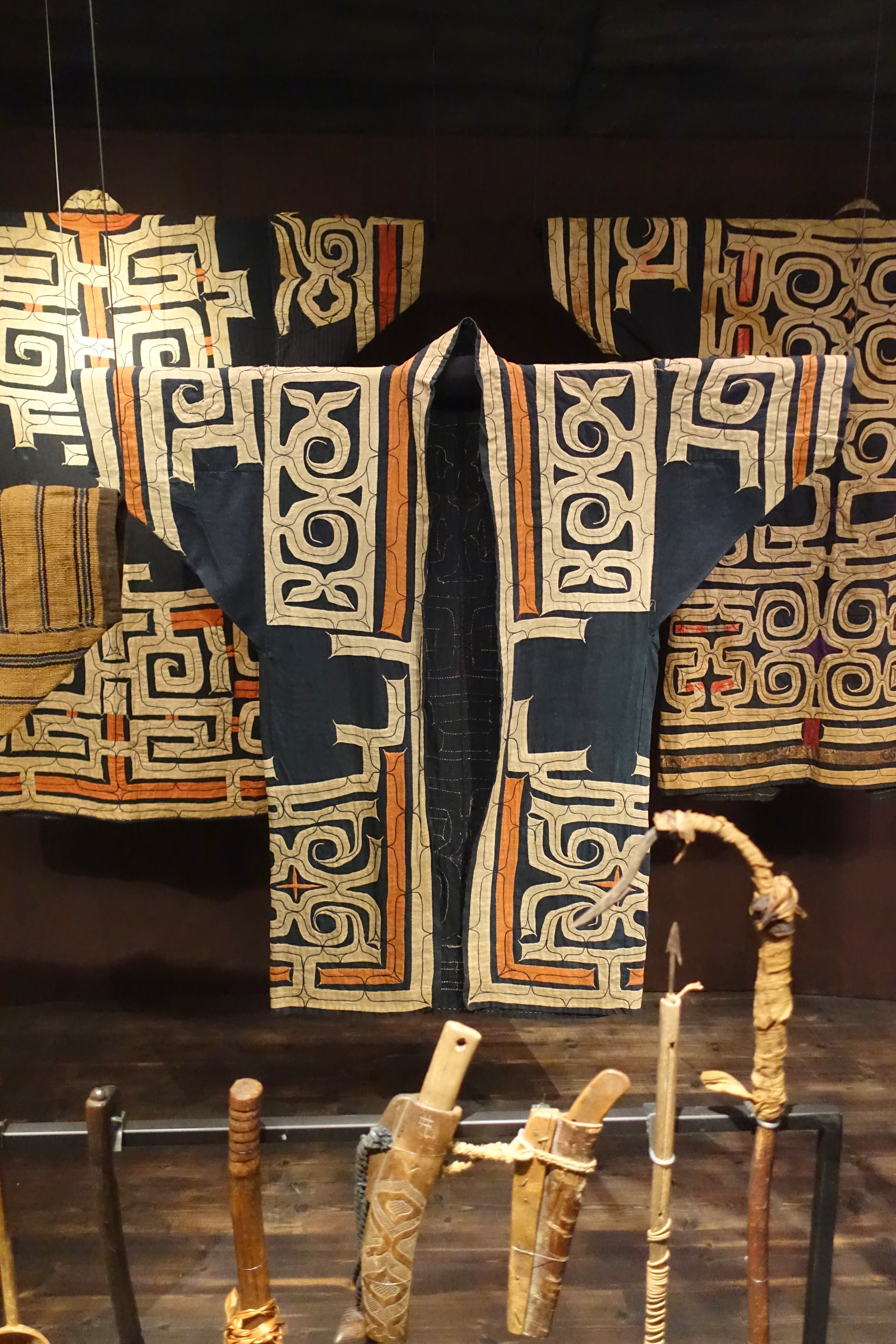
木綿を多用した晴れ着「ルウンペ」
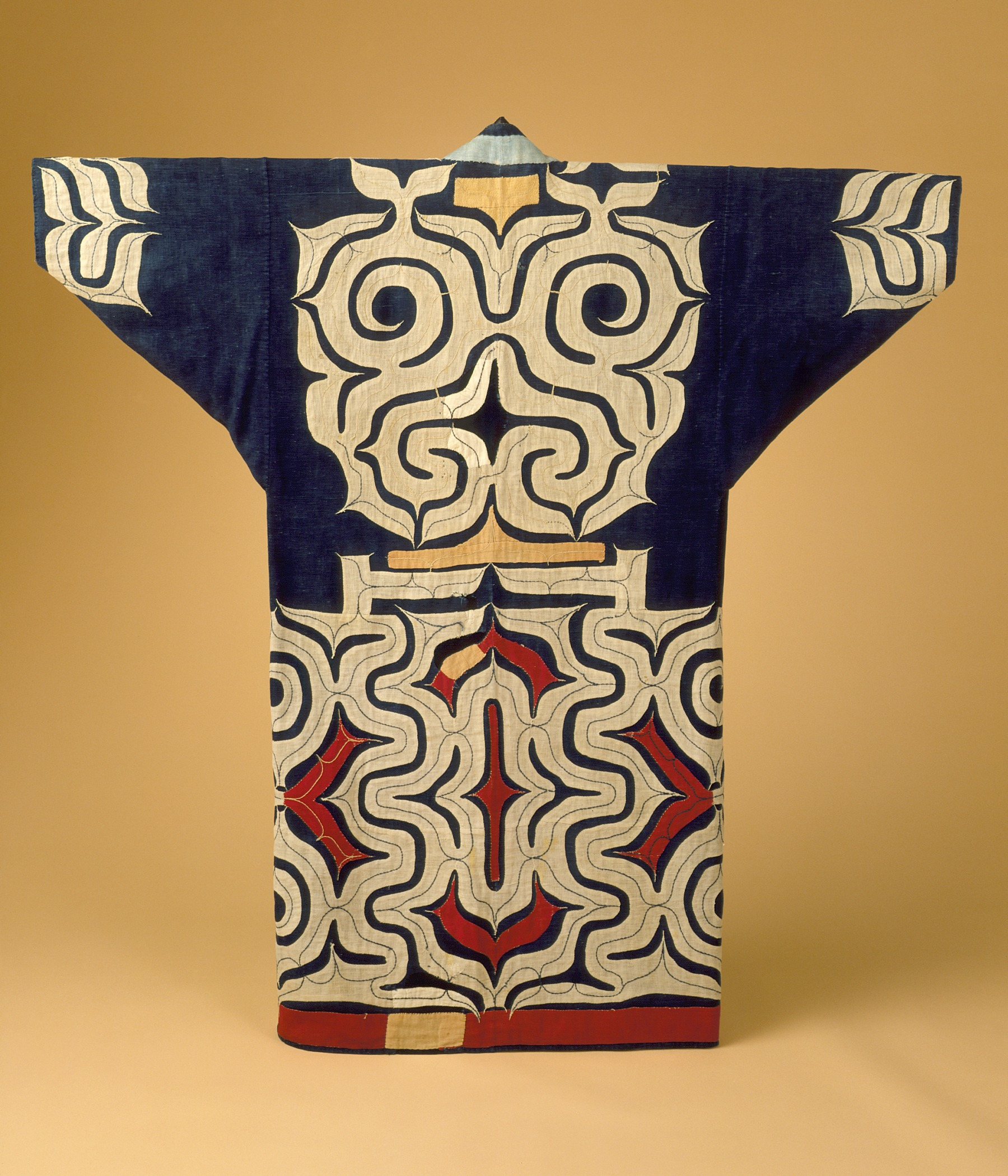
北海道日高地方に伝承される晴れ着「カパㇻミㇷ゚」
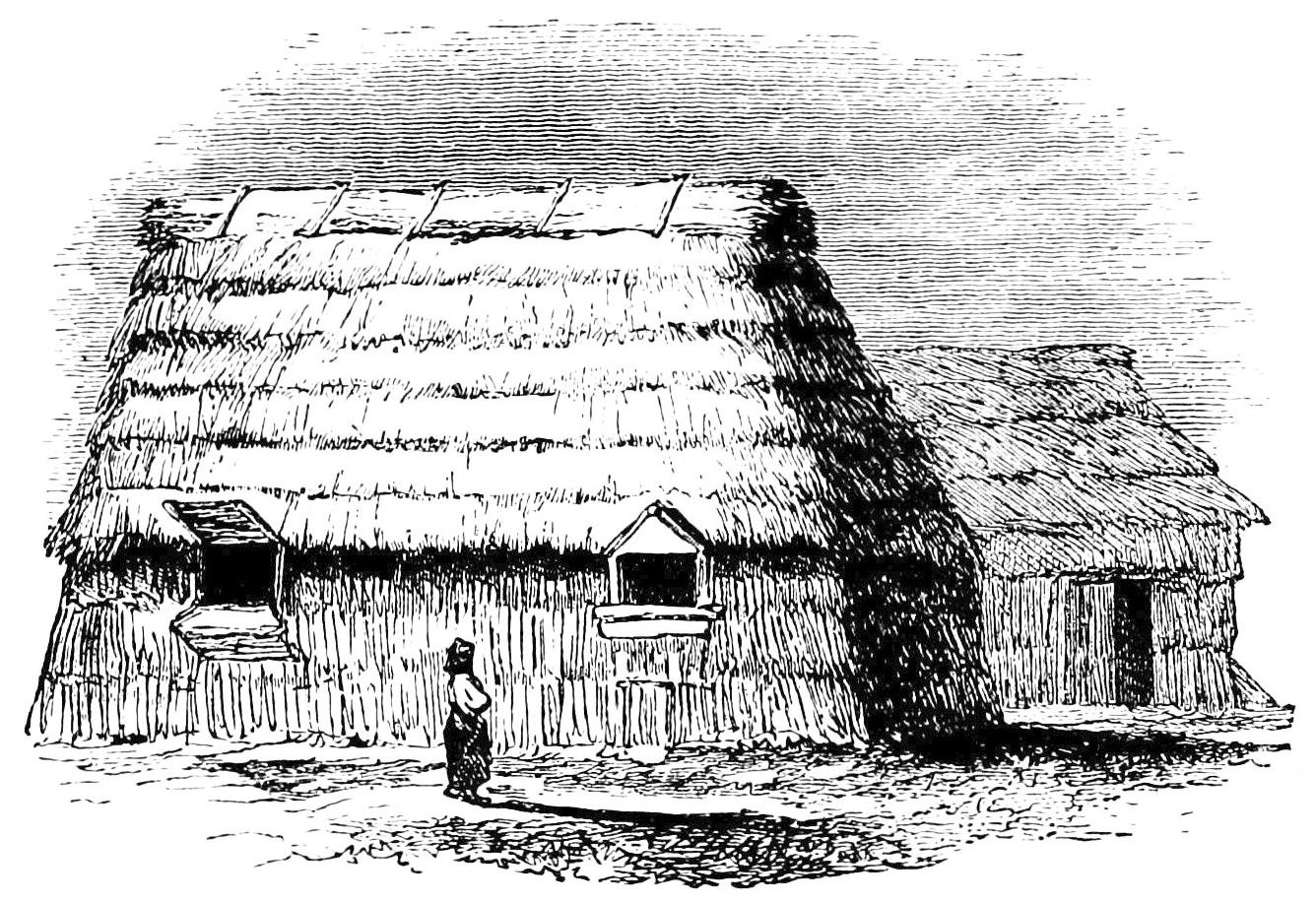
イザベラ・バードによるチセの外観
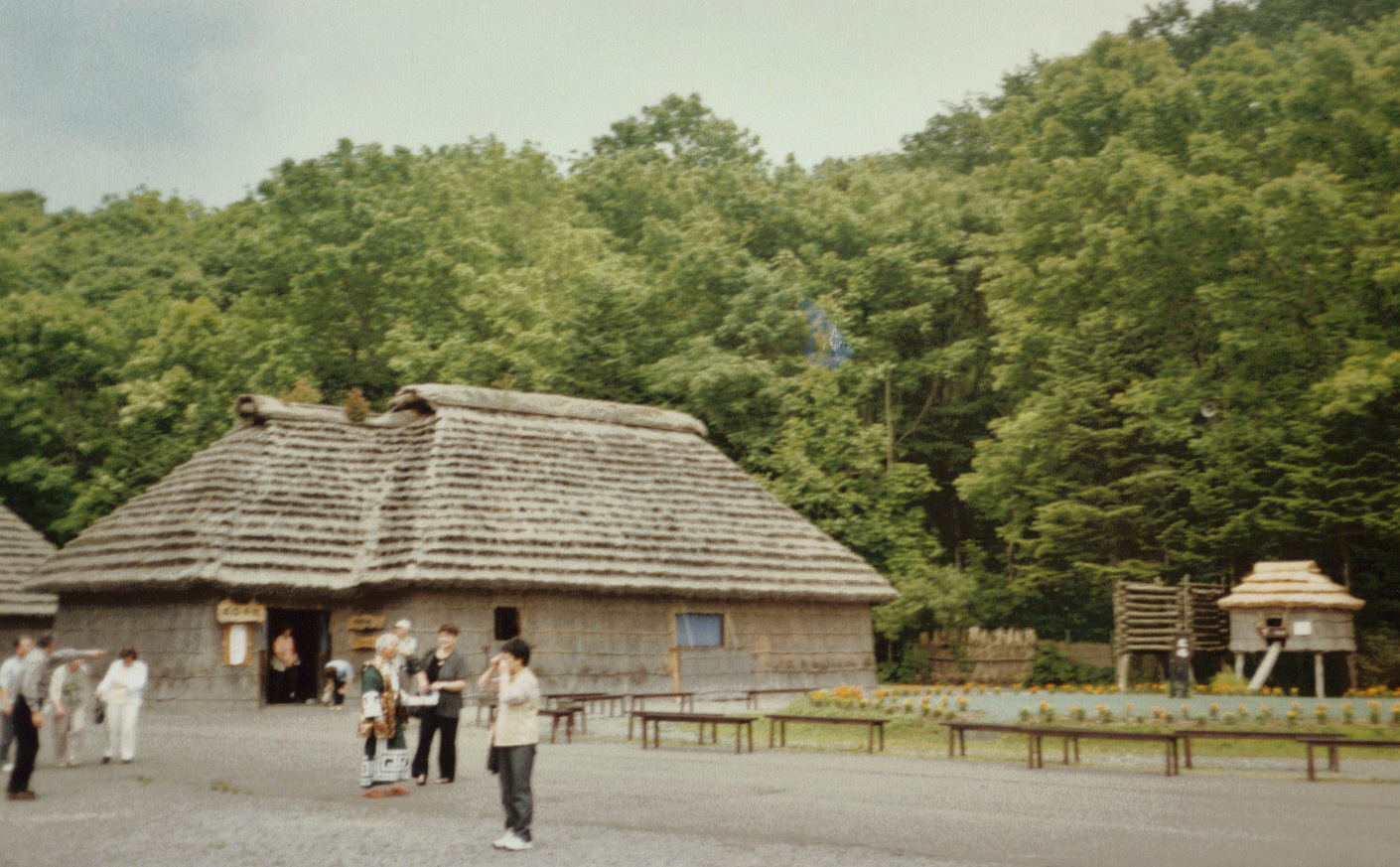
白老町のアイヌ民族博物館に復元されたアイヌの村の風景
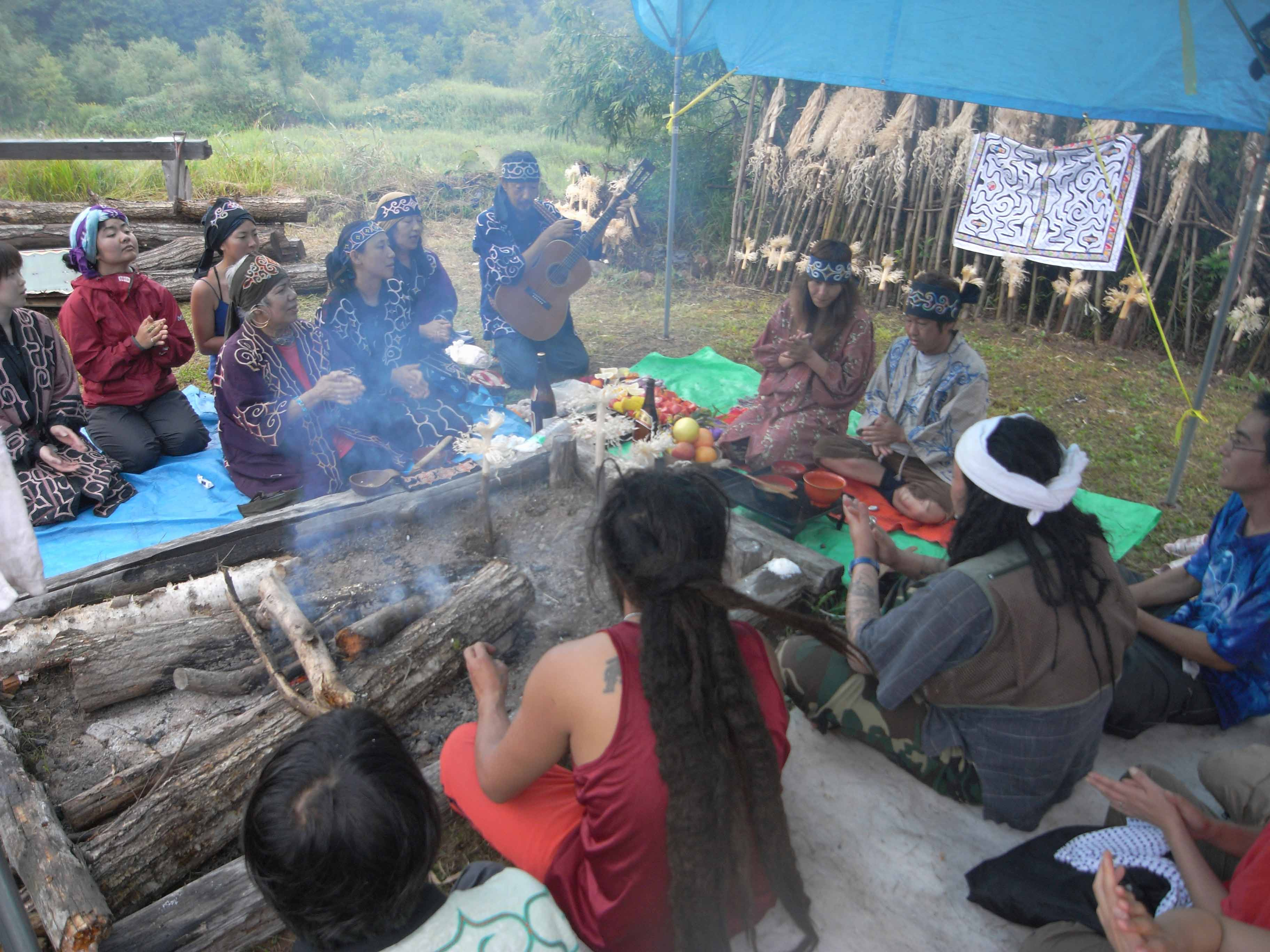
伝統的なアイヌの結婚

## 博物館、資料館
- 北海道立アイヌ総合センター（札幌）
- 札幌市アイヌ文化交流センター (サッポロピリカコタン)
- 旭川市博物館
- 釧路市立博物館
- 北海道博物館
- 二風谷アイヌ文化博物館
- 萱野茂二風谷アイヌ資料館
- 新ひだか町アイヌ民俗資料館
- 弟子屈町屈斜路コタンアイヌ民俗資料館
- 川村カ子トアイヌ記念館 （旭川）
- ウポポイ（民族共生象徴空間）（旧名：アイヌ民族博物館）

## 関連団体
- 北海道アイヌ協会
- アイヌ民族党

## 関連作品

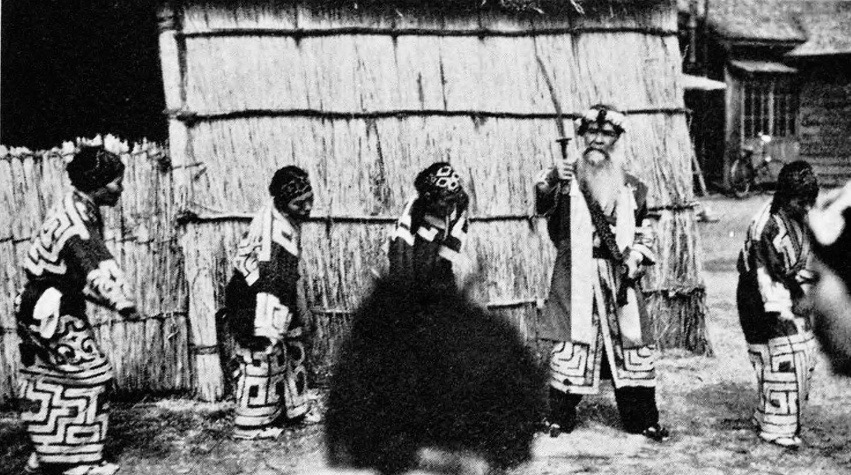
『コタンの口笛』（1959年）。監督は成瀬巳喜男。

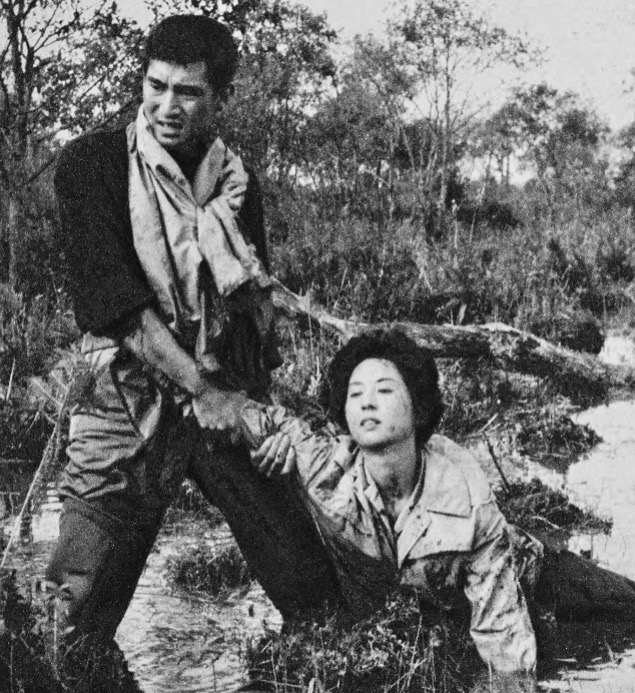
『森と湖のまつり』（1958年）。高倉健がアイヌの青年を演じた。

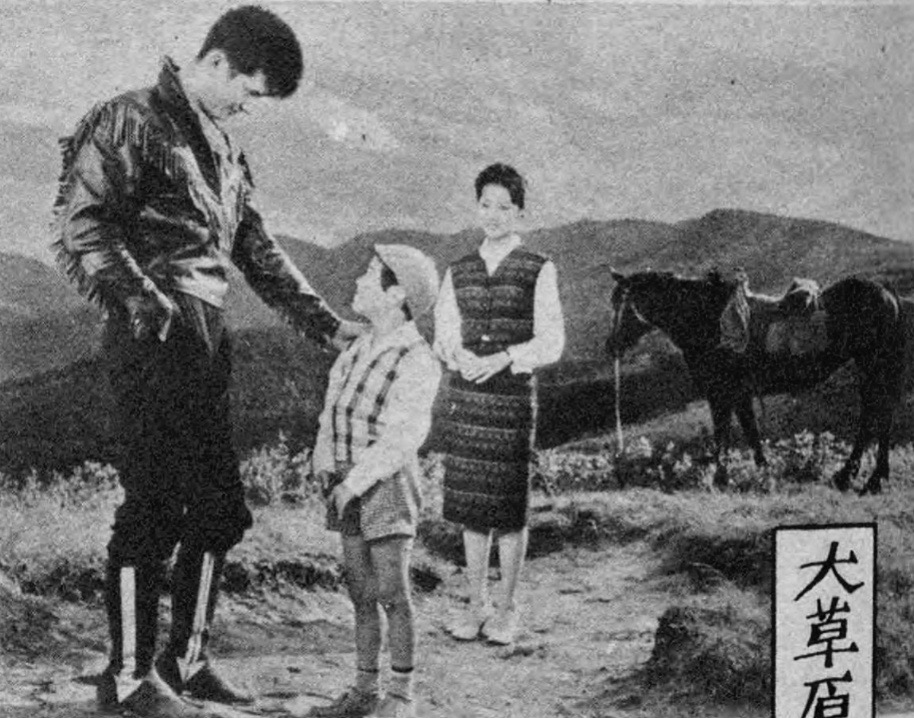
『大草原の渡り鳥』（1960年）

「Category:アイヌを題材とした作品」も参照。

### 映像作品
- 高畑勲監督『太陽の王子 ホルスの大冒険』（東映動画、1968年） - アイヌの叙事詩を題材にした劇『春楡（チキサニ）の上に太陽』を元にしたアニメーション[116]。
- 福永壮志監督『アイヌモシㇼ』（映画、2020年） ‐ 日常生活でアイヌプリ（アイヌ式）を実践する人々を追ったドキュメンタリー作品[117][118][119]。
- 菅原浩志監督『カムイのうた』（映画、2024年） - 『アイヌ神謡集』を書いた知里幸恵をモデルにした物語[120]
- 中尾浩之監督『シサㇺ』（映画、2024年） - 江戸時代前期を舞台に、対立するアイヌと和人を描いた時代劇映画[121]。

### 劇
- 尾田浩脚本・演出『アイヌ逓送人 吉良平治郎』（2006年） - 大正時代、吹雪の中で郵便物を守り、遭難死したアイヌ民族の郵便逓送人吉良平治郎の人間像を描いた市民参加劇[122]。2020年にWebアニメ化された[123]。
- 栗城宏脚本・演出『松浦武四郎～カイ・大地との約束～』（ミュージカル、劇団わらび座、2021年） - 蝦夷地を巡り多くの記録を残した松浦武四郎とアイヌとの心のふれあいを描く[124][125]。

### 小説
- 鶴田知也『コシャマイン記』（1936年）第3回芥川龍之介賞受賞
- 武田泰淳『森と湖のまつり』（1955 - 1958年） - アイヌ民族のアイデンティティーを主題とし、1958年に内田吐夢監督により映画化された[126]。
- 石森延男『コタンの口笛』（1957年） - コタンに暮らす中学生姉弟の成長物語で、未明文学賞、産経児童出版文化賞を受賞した[127]
- 佐藤さとる『だれも知らない小さな国』（1959年） - アイヌの伝承に由来する小人をモデルとした「コロボックル」が登場する[128]。続編を含め『コロボックル物語』シリーズを形成。
- 安藤美紀夫『ポイヤウンベ物語』（1966年）サンケイ児童出版文化賞[129]、第4回国際アンデルセン賞国内賞受賞[130]。ユーカラの再構成作品[131]。
- 前川康男『魔神の海』（1969年）日本児童文学者協会賞受賞
- 船戸与一『蝦夷地別件』（1995年） - 1995年『このミステリーがすごい! '96年版』第3位、同年『週刊文春ミステリーベスト10』第7位、1996年第14回日本冒険小説協会大賞(国内部門)。
- 川越宗一『熱源』（2019年） - 第162回直木三十五賞受賞

### 漫画
- 手塚治虫『シュマリ』（小学館『ビッグコミック』 1974年 - 1976年） - 明治初期の北海道を舞台にした漫画作品[132]。主人公の名前がアイヌ由来[133]。
- 石坂啓『ハルコロ』（潮出版社1992年、1993年） - 本多勝一の『アイヌ民族』を原作とし、アイヌ女性の半生を描いた漫画作品[134]。2021年刊行の岩波現代文庫版では中川裕が解説を書いている[135]。
- 吉元ますめ『くまみこ』（KADOKAWA『月刊コミックフラッパー』 2013年 - 2024年） - クマを奉る神社に巫女として仕える中学生の少女まちと、人間の言葉を話すヒグマのナツの交流を描く。
- 野田サトル『ゴールデンカムイ』（集英社『週刊ヤングジャンプ』 2015年 - 2022年） - 明治末期の北海道や樺太を舞台にした漫画作品。アニメ化・実写映画&ドラマ化もされている。
- ひきの真二（まんが）・三条和都（ストーリー）・知里幸恵銀のしずく記念館（監修）『知里幸恵とアイヌ』 (小学館版学習まんが人物館) （2017年）[136]

### 音声資料
音声資料として最古の物は、1902‐1903年頃のロシア人文化人類学者ブロニスワフ・ピウスツキによる蝋菅録音であるとされる。アイヌ口承文芸などのまとまった資料としては、1930年代のアイヌ文化研究者久保寺逸彦によるものが存在する。